# Liberalismo
Il liberalismo (dal latino: liberalis, "proprio, degno di uomo libero") è un pensiero filosofico e morale emerso nel XVII secolo come risposta avversa al potere incontrastato dei monarchi assoluti europei, ai quali era attribuito il diritto divino di regnare in base alla teoria del patriarcalismo, le cui origini si riteneva che risalissero al trono all'originario governo paterno di Adamo.
Il liberalismo divenne un movimento distinto e significativo nel periodo dell'Illuminismo, guadagnando popolarità tra i filosofi e gli economisti occidentali, impegnato a soppiantare le norme del privilegio ereditario, della religione di Stato, della monarchia assoluta, del diritto divino dei re e del conservatorismo tradizionalista con la democrazia rappresentativa, lo Stato di diritto e l'uguaglianza sotto la legge. 
I liberali posero fine anche alle politiche mercantiliste, ai monopoli reali e ad altre barriere commerciali, promuovendo invece il libero scambio e la commercializzazione.
Al filosofo John Locke viene sovente attribuito il merito di aver fondato il liberalismo quale tradizione distinta basata sul contratto sociale, sostenendo che ogni uomo ha il diritto naturale alla vita, alla libertà e alla proprietà e che i governi non devono violare questi diritti. 
Mentre la tradizione liberale britannica ha enfatizzato l'espansione della democrazia, il liberalismo francese ha enfatizzato il rifiuto dell'autoritarismo ed è legato alla costruzione della nazione.
I leader della "Gloriosa Rivoluzione" britannica del 1688, della Rivoluzione americana del 1776 e della Rivoluzione francese del 1789 utilizzarono la filosofia liberale per giustificare il rovesciamento armato della sovranità reale. Il XIX secolo vide l'instaurarsi di governi liberali in Europa e in Sudamerica, e si affermò insieme al repubblicanesimo negli Stati Uniti. Nella Gran Bretagna vittoriana, fu usato per criticare l'establishment politico, facendo appello alla scienza e alla ragione per conto del popolo.
Durante il XIX e l'inizio del XX secolo, il liberalismo nell'Impero Ottomano e in Medio Oriente influenzò i periodi di riforma, come il Tanzimat e Al-Nahda, e l'ascesa del costituzionalismo, del nazionalismo e del secolarismo. Questi cambiamenti, insieme ad altri fattori, hanno contribuito a creare un senso di crisi all'interno dell'Islam, che continua ancora oggi, portando al revivalismo islamico. Prima del 1920, i principali avversari ideologici del liberalismo erano il comunismo, il conservatorismo e il socialismo; il liberalismo ha anche dovuto affrontare le sfide ideologiche del fascismo e del marxismo-leninismo come nuovi avversari. Nel corso del XX secolo, le idee liberali si sono diffuse ulteriormente, soprattutto in Europa occidentale, quando le democrazie liberali sono risultate vincitrici di entrambe le guerre mondiali e della guerra fredda.
La dottrina politica liberale in genere sostiene una concezione dello Stato incentrata sull'idea di un governo limitato nel potere, in inequivocabile contrapposizione all'assolutismo, e pone un forte accento sull'autonomia individuale e sulla libertà quali valori imprescindibili. 
Il liberalismo si distingue per la sua natura non monolitica e la sua continua evoluzione, influenzata dall'idea della costante, necessaria, lotta per la libertà. Originariamente focalizzato principalmente sui diritti politici, col tempo il liberalismo si è prodigato anche nella tutela dei diritti civili e sociali. Queste evoluzioni hanno avuto un impatto significativo sullo sviluppo delle democrazie liberali contemporanee, mostrando come il liberalismo si sia adattato alle mutevoli esigenze e valori della società.
Il liberalismo contemporaneo comprende varie e talvolta contraddittorie correnti di pensiero legate da un'ascendenza comune. In linea di massima, nel corso della storia, gli elementi comuni sposati dalla maggior parte dei pensatori liberali includono: le libertà civili, i diritti inalienabili individuali, lo Stato di diritto (comprendente la separazione dei poteri e il rispetto delle norme giuridiche che regolano inevitabilmente i rapporti tra i cittadini e lo Stato), la separazione tra Stato e Chiesa (ossia lo Stato secolare), l'uguaglianza di fronte alla legge, il pacifismo, il cosmopolitismo, ritenuto imprescindibile per la civile convivenza fra le nazioni, il suffragio universale, il consenso del governato, il diritto di proprietà e un'efficiente economia di mercato che contempli il taglio delle tasse, della spesa pubblica improduttiva, la libera concorrenza, nonché l'alleggerimento del welfare .  In alcuni Stati europei e in Nord America, l'affermazione prepotente del liberalismo sociale è diventata, al contrario, una componente fondamentale per l'espansione dello Stato sociale.

## Etimologia e definizione

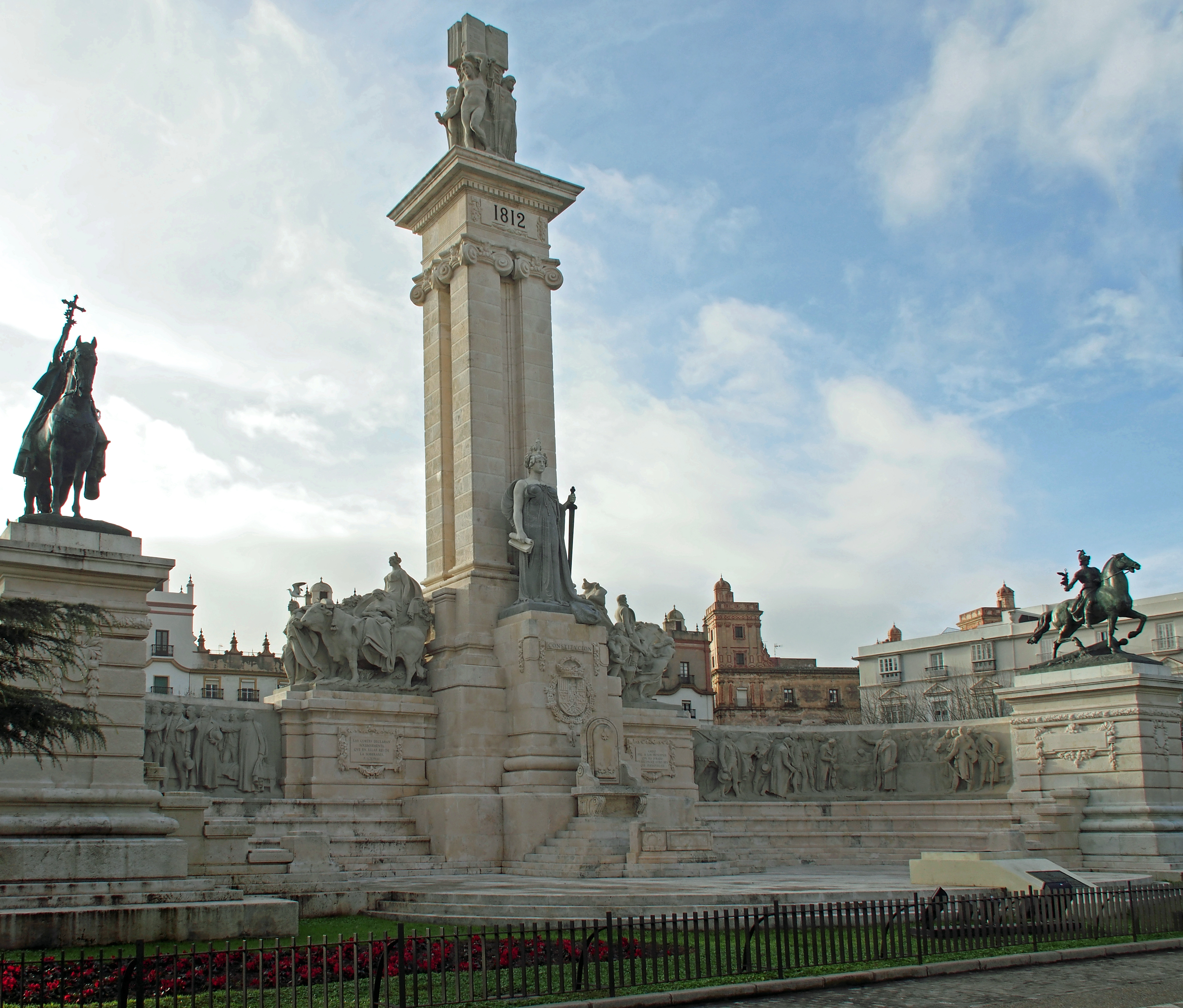
Monumento a la Constitución de 1812, situato in Piazza di Spagna a Cadice

Il significato della definizione liberale risale al latino liber, che significa "libero". Uno dei primi esempi documentati dell'utilizzo della parola liberale si verifica nel 1375, quando fu usata per descrivere le arti liberali nel contesto di un'educazione desiderabile per un uomo nato libero. La prima connessione della parola con l'educazione classica lasciò presto il posto a una proliferazione di diverse denotazioni e connotazioni. Liberale poteva riferirsi a "libero nel dare" già nel 1387, "fatto liberalmente" nel 1433, "liberamente permesso" nel 1530 e "libero da restrizioni" – spesso come osservazione peggiorativa – nel XVI e XVII secolo. Nell'Inghilterra del XVI secolo, il liberale poteva avere caratteristiche positive o negative nel riferirsi alla generosità o all'indiscrezione di qualcuno. In Molto rumore per nulla, William Shakespeare scrisse di "un villano liberale" che "ha dovuto confessare i suoi vili incontri".

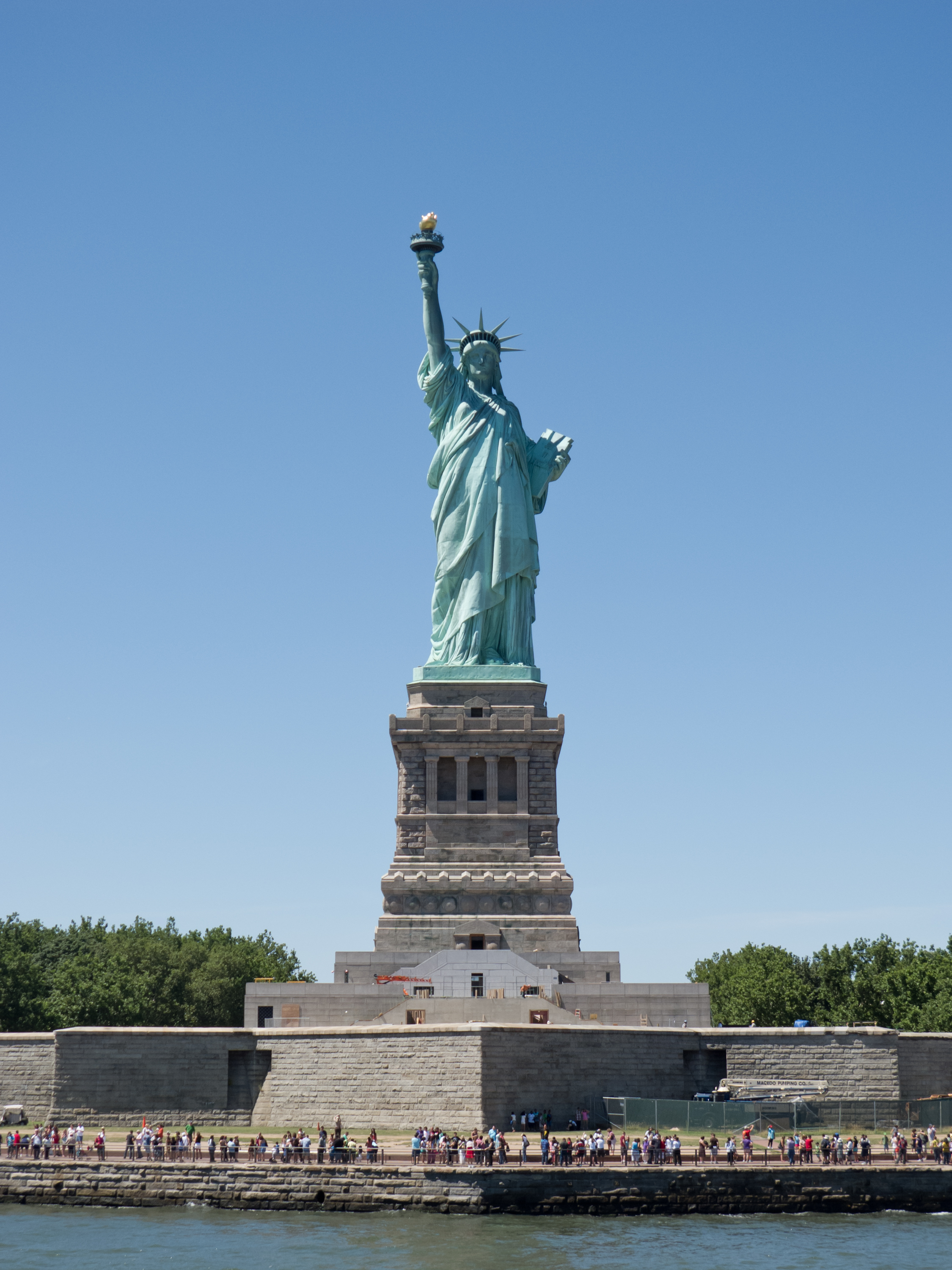
La Statua della Libertà raffigura Libertas, dea romana della libertà, progettata e realizzata dai francesi, che la donarono agli Stati Uniti d'America per la celebrazione della rivoluzione americana.

John Locke nel 1689 utilizzerà il termine liberale nei Due trattati sul governo, sebbene non in riferimento a una filosofia politica definita (ovvero, il liberalismo). Nasce così il paradosso che eminenti intellettuali come Locke, Montesquieu e Kant, vissuti nel XVII e XVIII secolo e osannati come i capostipiti del liberalismo moderno, non conoscevano questa particolare connotazione del termine. Di conseguenza, non si sarebbero identificati come liberali.
Con l'ascesa dell'Illuminismo, il termine liberale acquisì sfumature decisamente positive, come "libero da pregiudizi ristretti" nel 1781 e "libero dall'intolleranza" nel 1823.
Nel 1790 George Washington utilizzò i termini liberale e liberalità per indicare l'eguale protezione del governo civile verso tutti i membri valorosi della società:
(George Washington, The Providence Gazette and Country Journal, "Letter to the Roman Catholics in America", ca. March 15, 1790, New York.)
Nel 1815 il primo uso della parola "liberalismo" apparve in inglese. In Spagna nacque nel 1813 il Partito Liberal, il primo gruppo a usare l'etichetta liberale in un contesto politico. Combatterono per decenni per l'attuazione della Costituzione del 1812, in particolare per il riconoscimento del parlamento, sciolto invece dal re Ferdinando VII nel 1814. Dal 1820 al 1823, durante il Trienio Liberal, il re Ferdinando VII fu costretto a giurare di sostenere la Costituzione.
Tuttavia l'accezione ideologica nell'Ottocento aveva significati limitati e talvolta contrastanti. Tra gli esempi, il Syllabus di Pio IX del 1864, in cui il termine liberalismo è limitato a indicare gli ideali di libertà di culto e di separazione tra potere spirituale e secolare.
(Giuseppe Bedeschi, «Liberalismo» su Enciclopedia delle scienze sociali, Treccani)
Altro importante esempio, nonché opposto, è il suo utilizzo sporadico nella Storia della libertà di Lord Acton per indicare genericamente le posizioni in favore della libertà individuale (in particolare richiamando le sacre scritture e gli autori cattolici Tommaso d'Aquino, Marsilio da Padova e Ugo Grozio), in cui però si precisa che sia John Locke che la dottrina Whig ne furono cattivi interpreti, in quanto troppo legati al concetto di proprietà privata. Entro la metà del XIX secolo, liberale diventa un termine politicizzato per partiti e movimenti in tutto il mondo.
Secondo Corrado Ocone, i primi veri esempi di utilizzo del termine secondo il significato contemporaneo risalgono ai primi del Novecento. In particolare, Corrado evidenzia gli usi riconducibili al sociologo Leonard Trelawny Hobhouse nella pubblicazione nel 1911 de Il liberalismo e da Guido de Ruggiero in Storia del liberalismo europeo del 1925.
Il metodo di dividere il liberalismo varia a seconda della regione; negli Stati Uniti è diffusa la divisione in: "classico", "moderno" e "neoclassico".
L'ascesa del nuovo liberalismo britannico (new liberalism) è stata determinante per la crescita della sicurezza sociale nei paesi anglosassoni come il Regno Unito e gli Stati Uniti. In particolare, in Nord America, il termine liberalismo indica spesso il liberalismo sociale (modern liberalism) e la sua associazione con il New Deal è particolarmente pronunciata negli Stati Uniti. Al contrario, in Europa e in Sud America, il termine "liberalismo" può riferirsi sia al liberalismo sociale di centro-sinistra che al liberalismo conservatore di centro-destra.
Negli Stati Uniti e in Canada, invece, i liberali conservatori sono semplicemente riconosciuti come conservatives, ossia "conservatori".

## Caratteristiche

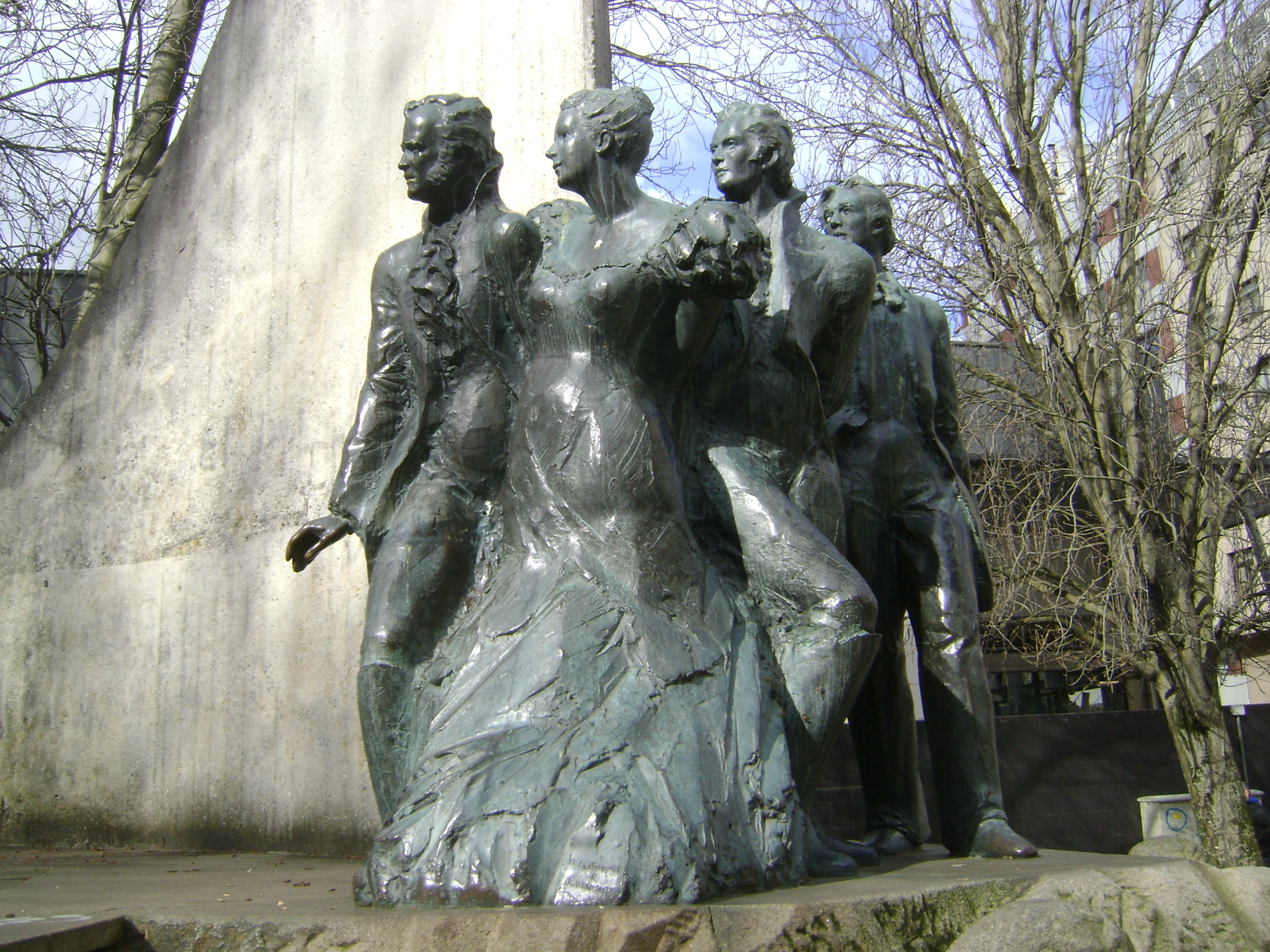
Monumento ai liberali del XIX secolo nel quartiere di Agra del Orzán, La Coruña, Galizia, (Spagna).

### Forme di liberalismo
Il termine liberal - in senso politico - si affermò anticipatamente nel Regno Unito con l'avvento del Liberal Party, nato dalla fusione tra i whigs e i radicals; in conseguenza di ciò, è stato adottato il termine old whig o liberalismo classico per differenziare la dottrina di John Locke e Adam Smith dagli orientamenti meno ortodossi del nuovo partito, quali quelli degli utilitaristi e dei radicali come John Stuart Mill.
L'impostazione del liberalismo classico si è quindi evoluta e trasformata nel tempo, nei diversi contesti storici e nazionali in cui si è successivamente sviluppata, senza mai però abbandonare l'originale ispirazione anti-autoritaria. Le trasformazioni teoriche favorite dall'evoluzione della filosofia moderna hanno portato a superare - in taluni casi - la pura concezione giusnaturalistica e ad affiancare alla difesa dei diritti politici anche quella dei diritti civili e dei diritti sociali, dando vita a nuove forme di liberalismo, con approcci diversi ai temi della democrazia, dell'egualitarismo, dello stato sociale e dell'intervento dello stato nell'economia.

#### Liberalismo classico
Il liberalismo classico - figlio diretto del pensiero di pensatori illuministi quali Locke, Montesquieu e Kant - è una dottrina politica improntata sulla difesa dei diritti e delle libertà individuali, individuati come naturali e indicati come unica giustificazione dell'esistenza di un'autorità pubblica. La base ideologica, impostata con rigore logico dal filosofo contrattualista e giusnaturalista John Locke (in particolare, nel suo Il secondo trattato sul governo), propone una struttura istituzionale caratterizzata da due aspetti fondamentali:
- modellazione di tutto il sistema politico e giuridico esclusivamente sulla difesa dei diritti individuali (descritti in elenchi detti Carta dei diritti o Bill of rights), e di quelli da essi derivati in modalità deduttiva;
- scetticismo nei confronti del potere politico, da cui consegue la necessità di opporre all'arbitrio politico  (la violazione dei diritti individuali da parte dell'autorità pubblica) mediante strumenti istituzionali, quali un elenco scritto dei diritti inalienabili (Bill of rights) e la separazione dei poteri (ai fini di sorveglianza reciproca, non di autonomo arbitrio, come sovente equivocato), nonché la severa responsabilità diretta del funzionario pubblico[41].

#### Radicalismo e liberalismo sociale
Il termine radicalismo nacque in Inghilterra alla fine del XVIII secolo per indicare i sostenitori della riforma parlamentare, e ha rappresentato l'evoluzione in senso democratico del liberalismo classico, costituendo l'ala sinistra dei partiti liberali. In particolare, il radicalismo filosofico divenne la concezione dominante nel contesto della battaglia per il Reform bill, che affrontava l'insieme di problemi politici ed economici del Regno Unito, piuttosto che essere una semplice modifica del funzionamento delle Camere.
La sua affermazione avvenne tra la fine del XVIII e l'inizio del XIX secolo, in particolare grazie all'opera di Jeremy Bentham e John Stuart Mill; quest'ultimo, applicando i principi dell'utilitarismo (come del resto fu David Hume) propose un programma di riforme, con l'obiettivo di accrescere la partecipazione popolare alla vita politica, la distribuzione della ricchezza, e la libertà d'impresa e di scambio. Il carattere democratico del radicalismo non ha tuttavia mai rinnegato la sua origine nel liberalismo, mantenendo fede alla sua ispirazione individualista, e opponendosi tanto al conservatorismo quanto al socialismo.
Nel secondo dopoguerra, questa forma di liberalismo in senso sociale raggiunse il suo apice con il piano del deputato liberale William Beveridge, un progetto - entrato in vigore nel 1948 - di assistenza sanitaria universale e di previdenza sociale (per i casi di disoccupazione, vedovanza, vecchiaia e morte), definito con l'esplicito termine «dalla culla alla tomba». Nel 1988, il Partito Liberale britannico si fuse con il Partito Social Democratico, dando vita ai Liberal Democratici, che raccolgono questa eredità politica.
Questa corrente del liberalismo è stata anche definita continentale, essendo divenuta prevalente negli altri paesi europei. I partiti che rappresentano questa tradizione politica sono oggi identificati con il termine liberalismo sociale (detto anche new liberalism), i quali - pur non rinnegando i benefici del sistema di mercato - ammettono un certo grado di intervento dello stato per garantire prestazioni sociali di base e nella regolazione dei cicli economici (sotto l'influsso del pensiero keynesiano).
Il liberalismo sociale è la principale corrente del Partito Democratico americano e del Partito Liberale del Canada; in Europa, sono identificati con esso diversi partiti nazionali (tra i più noti: Liberal Democrats britannici, Democraten 66 olandesi, Radikale Venstre danese, Venstre norvegese, Mouvement radical francese, Più Europa/Radicali Italiani), in gran parte affiliati al partito europeo centrista dell'Alleanza di Liberali e dei Democratici per l'Europa.
È utile rimarcare l'enorme differenza di impostazione tra liberalismo classico (giusnaturalista) ed il radicalismo (utilitarista): il primo è una filosofia giuridica (giusnaturalismo) le cui conseguenze socioeconomiche, evidenziati dall'inventore dell'economia politica (Della ragione della ricchezza delle nazioni) Adam Smith, sono secondarie e fortuite, non necessarie ai fondamenti morali della filosofia; il secondo è principalmente un insieme di teorie economiche (utilitarismo), sostenute da economisti, con considerazioni principalmente economiche, da cui discenderebbero certe deduzioni anche di tipo giuridico.

#### Liberalismo economico (liberismo)
Il termine liberismo, esistente solo in lingua italiana, fu coniato da Benedetto Croce (nel 1930), il quale attribuiva a questa parola l'interpretazione economica del liberalismo classico e di cui teorizzava la separabilità dalla dottrina istituzionale e giuridica. Croce sostiene che «L'idea liberale può avere un legame contingente e transitorio, ma non ha nessun legame necessario e perpetuo con la proprietà privata della terra e delle industrie».
I maggiori rappresentanti del liberalismo del XX secolo hanno criticato la definizione crociana di liberismo (sia come teoria economica associabile al liberalismo politico, sia come possibilità di separare in questo la teoria politica dalle sue conseguenze economiche); tra questi, l'economista e filosofo Luigi Einaudi e i premi Nobel per l'economia Milton Friedman (1976) e Friedrich von Hayek (1974). Le differenze tra il concetto economico di liberismo e le conseguenze economiche del liberalismo classico sono evidenziate nella definizione di mercato espresso nell'Ottocento dall'economista liberale austriaco Eugen von Böhm-Bawerk: «Un mercato è un sistema giuridico. In assenza del quale, l'unica economia possibile è la rapina di strada».
Il concetto di liberalismo è per certi versi conforme al libertarismo, nonostante le connotazioni dispregiative dell'aggettivo liberista. Essa era precedentemente stata attribuita al termine dal suo creatore Benedetto Croce, il quale intendeva separare le basi filosofiche del liberalismo, da lui condivise, da quelli che riteneva fossero suoi indipendenti corollari economici, che al contrario non condivideva.
Il termine neoliberista nasce invece in Italia per indicare la politica sostenuta da Margaret Thatcher e Ronald Reagan (in quanto premier favorevoli a una politica di deregulation, nel senso di rimozione di freni statali alla libera impresa, affidandosi alle capacità di equilibrio interne al mercato) negli ultimi due decenni del Novecento. All'inizio del XXI secolo diventa un termine dispregiativo utilizzato in luogo del semplice liberista.

#### Liberalismo moderno negli Stati Uniti
Il termine liberal è entrato nell'uso comune negli Stati Uniti d'America a partire dagli anni trenta per indicare una politica di espansione delle garanzie dell'assistenza sociale e della redistribuzione dei redditi, e sta oggi a indicare posizioni politiche di stampo progressista e socialdemocratico sotto il profilo dei diritti civili (in estremi termini, a parere di Friedrich von Hayek, ciò che si intende attualmente in Europa per socialista).
La negatività associata al termine socialista negli USA ha probabilmente indotto alla ricerca di un eufemismo, ovvero di un termine alternativo per lo stesso significato. Il commento dell'economista austriaco Joseph Schumpeter fu che «come supremo, anche se non intenzionale, complimento, i nemici della libera impresa si sono appropriati dell'etichetta».
Ciononostante, nel mondo britannico il termine liberal continua invece a essere sinonimo dell'italiano liberale, mantenendo il significato storico ed europeo del termine, e differenziandosi dall'analogo termine nordamericano.

#### Libertarianismo, anarco-capitalismo, miniarchismo
Queste dottrine si distinguono da altre forme di liberalismo per non riconoscere la necessità di un'autorità pubblica (nel caso dell'anarco-capitalismo) o riconoscerne una ma ridotta al minimo indispensabile (nel caso del libertarianismo e del minarchismo) per la difesa dei diritti individuali. In comune con il liberalismo classico hanno però l'individuabilità di un'etica naturale universale, ovvero l'esistenza di diritti moralmente riconosciuti e condivisi da ogni comunità (giusnaturalismo).

### Teorie antitetiche
Dal punto di vista delle teorie politiche, in contrasto al liberalismo e ai suoi due principi fondamentali si evidenziano:
- quelle che sostengono l'alienabilità dei diritti individuali al vantaggio della collettività (collettivismo) o della nazione (nazionalismo);
- quelle che prescindono dalla necessità di sorvegliare e arginare il potere politico (teorie totalitariste).

Dal punto di vista della filosofia del diritto, il liberalismo giuridico è esattamente contrapposto al positivismo e al normativismo.
Dal punto di vista delle teorie di politica economica, il liberalismo si contrappone:
- alle teorie che pretendono un maggior ruolo dell'autorità pubblica come operatore attivo del mercato, pregiudicando la concorrenza e perciò la libera iniziativa, e come antemurale dei "valori tradizionali" contro il multiculturalismo;
- a quelle che auspicano ostacoli fiscali agli scambi, come dazi o imposte su acquisti, sul valore aggiunto o sulla proprietà, e altri ostacoli quali certe norme su copyright e brevetti;
- alle teorie come l'anarco-capitalismo che, al contrario, ritengono inutile la difesa, da parte del diritto e dell'autorità pubblica, della concorrenza, dell'accesso al mercato, della libertà degli operatori, della libertà di scelta dei consumatori e della loro corretta informazione[62].

## Storia

### Età moderna
Le fondamenta del liberalismo moderno furono sistematicamente delineate per la prima volta dal filosofo inglese John Locke, ampiamente riconosciuto come il padre del liberalismo della storia moderna. Le radici di questa filosofia politica affondano nel contesto turbolento della guerra civile inglese, durante la quale emersero le primissime manifestazioni di una politica liberale. Già in quel periodo, molte delle proposizioni liberali di Locke trovavano precedenti nelle idee radicali che circolavano liberamente.
I Livellatori, un movimento politico marginale composto principalmente da Puritani, Presbiteriani e Quaccheri, militavano per la libertà di culto, convocazioni regolari del Parlamento e l'uguaglianza legale. La Gloriosa Rivoluzione del 1688 consolidò la sovranità parlamentare e il principio del diritto di rivolta in Gran Bretagna, evento che Steven Pincus ha descritto come "la prima rivoluzione liberale moderna".
Il XVIII secolo vide il fiorire degli ideali dell'Illuminismo, un'era di eccezionale vivacità intellettuale che mise in discussione le tradizioni consolidate e influenzò diverse monarchie europee. La tensione politica tra l'Inghilterra e le sue colonie americane si intensificò dopo il 1765 e la Guerra dei Sette Anni, a causa della questione della tassazione senza rappresentanza, culminando nella Guerra d'indipendenza americana e nella successiva Dichiarazione di indipendenza.
Dopo il conflitto, emergendo le carenze degli Articoli della Confederazione redatti nel 1776, il Congresso della Confederazione convocò una Convenzione Costituzionale nel 1787, che portò alla creazione di una nuova Costituzione degli Stati Uniti. Questo documento, radicato nei principi repubblicani e liberali, stabiliva un governo federale e rimane il più antico testo costituzionale liberale ancora in vigore a livello mondiale.
Nonostante l'origine novecentesca del termine, le radici del liberalismo sono molto più antiche. Se la filosofia unitaria può ricondursi alle dottrine giusnaturalistiche di John Locke, alle teorie dei filosofi scozzesi David Hume e Adam Smith e nell'illuminismo europeo (Montesquieu, Voltaire, Kant, Verri, Beccaria) e statunitense (Thomas Jefferson, George Mason), le sue radici giusnaturaliste risalgono tradizionalmente all'Antigone di Sofocle (400 a.C.) e all'opera dei filosofi greci, mentre quelle contrattualiste al Critone di Platone (IV secolo a.C.). Tra gli ispiratori della necessità di separare i poteri uno dei più noti antesignani fu Marsilio da Padova.
Ma sin dalle origini, il liberalismo è oggetto di elaborazioni e approfondimenti sia in senso epistemologico (il dibattito sull'oggettività/arbitrarietà del diritto naturale sembra privo di soluzione di continuità) che applicativo (deduzioni giuridiche ed economiche) che teorico (la scoperta di nuovi diritti non avrebbe fine, secondo F. Von Hayek, che definisce il liberalismo una teoria evoluzionista, sulle orme di David Hume).

### John Locke e la Gloriosa Rivoluzione inglese

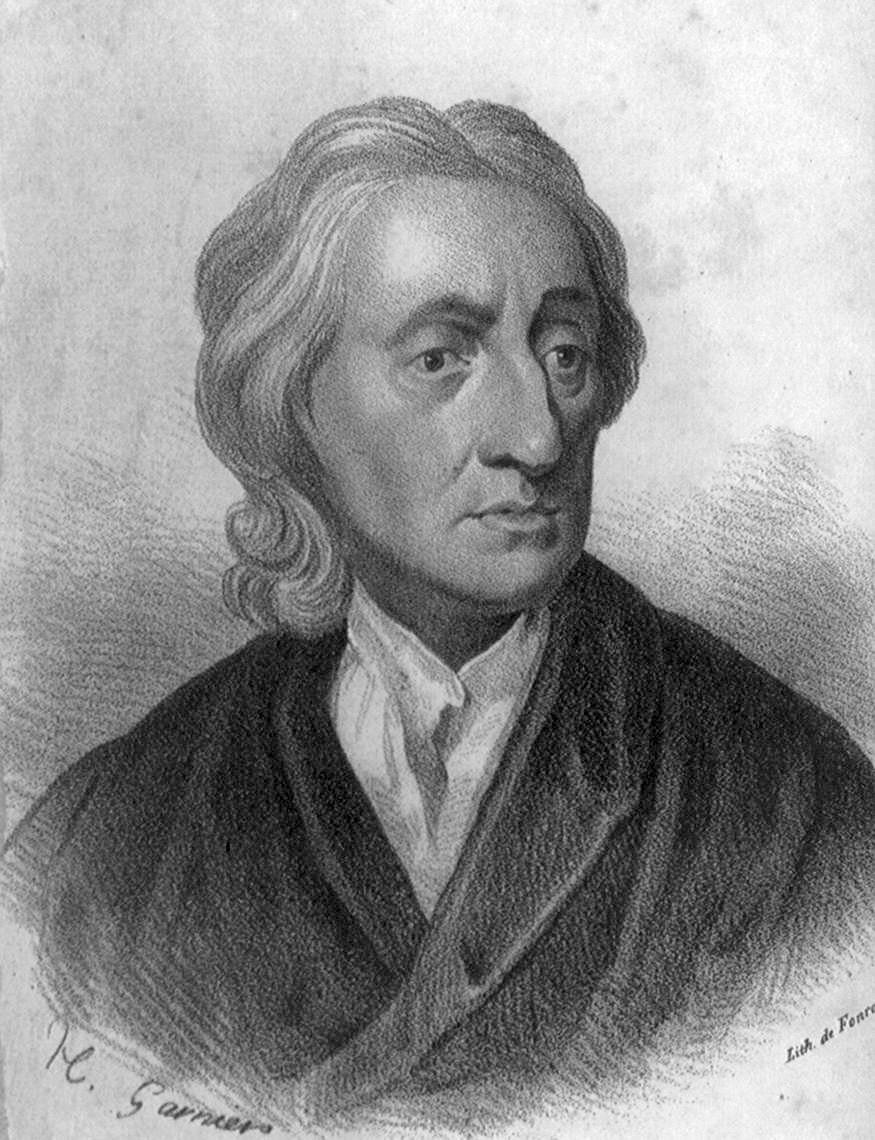
John Locke, filosofo inglese, è uno dei fondatori del liberalismo politico

Il filosofo inglese John Locke può essere considerato a tutti gli effetti il precursore del liberalismo, così come la Seconda Rivoluzione inglese (Gloriosa Rivoluzione inglese) può essere vista come l'antecedente delle rivoluzioni Liberali dell'inizio del XIX secolo. In Inghilterra l'imposizione di limiti al potere del sovrano avviene, a differenza che negli altri paesi europei, attraverso un processo storico graduale che viene fatto iniziare addirittura nel Medioevo con la concessione della Magna Charta. Il passaggio dal feudalesimo allo Stato liberale avviene senza la mediazione dell'assolutismo monarchico, se si esclude il periodo di regno dei Tudor, caratterizzato da un notevole accentramento dei poteri nelle mani dei sovrani.
Il tentativo della successiva dinastia degli Stuart di prolungare il sistema assolutistico con minore abilità portò allo scoppio della prima rivoluzione inglese, guidata dal leader anti-monarchico, ma non liberale, Oliver Cromwell. Dopo numerosi sconvolgimenti politici nel 1689 il Parlamento inglese riuscì a portare sul trono Guglielmo III d'Orange, che si impegnava a garantire al Parlamento stesso e ai cittadini inglesi una serie di diritti e libertà solennemente proclamati nel Bill of Rights. L'Inghilterra fu così il primo Stato al mondo a essere governato da una monarchia costituzionale, la tipica forma di governo a cui si riferivano i primi filosofi del liberalismo classico.
Nel 1690 Locke, che apparteneva al Partito Whig (più tardi chiamato Partito Liberale), pubblicò anonimo Due Trattati sul Governo, che contenevano i principi fondamentali del liberalismo classico. Il filosofo britannico sviluppa il proprio pensiero partendo dalla teoria del contrattualismo (già avanzata da Thomas Hobbes e ripresa poi, con esiti opposti da quelli del filosofo inglese, da Jean-Jacques Rousseau nel Contratto sociale). Secondo Locke, nello stato di natura tutti gli uomini di una certa comunità percepiscono allo stesso modo i propri diritti di natura (vita, libertà, proprietà e salute); diversamente da Hobbes egli ritiene che lo Stato di natura non sia una condizione di continua belligeranza ma di convivenza pacifica, in cui la difesa dei diritti naturali è affidata al diritto punitivo esercitato discrezionalmente da ogni individuo. Perciò, nell'atto dell'istituire lo Stato civile, gli uomini non cedono al corpo politico alcun diritto, ma lo rendono tutore dei diritti di natura, delegando al Parlamento il potere di emanare leggi positive che regolino l'esercizio della forza a difesa d'ognuno. Le funzioni fondamentali dello Stato liberale divengono quindi quelle di tutelare in modo eguale in tutti i cittadini la loro vita, libertà individuale e proprietà privata.
Inoltre, il pensiero liberale di Locke definisce una giustificazione etica della rivoluzione, il diritto di resistenza che ciascun individuo può e deve esercitare quando lo Stato agisce in contrasto con la volontà popolare in contraddizione con i principi costituzionali.

### Liberalismo e illuminismo

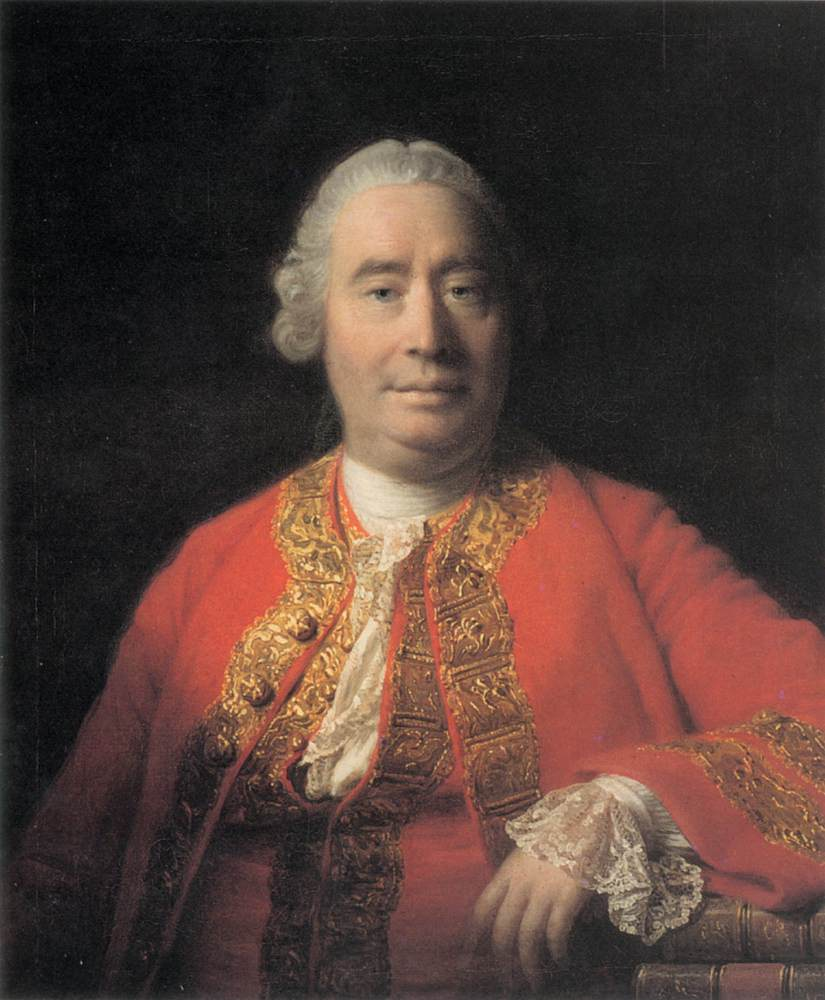
David Hume, 1711 - 1776 filosofo empirista

Il liberalismo è di solito considerato, insieme alla democrazia moderna, una filiazione dell'Illuminismo. Infatti esso si ispira agli ideali di tolleranza, libertà ed eguaglianza propri del movimento illuminista, contesta i privilegi dell'aristocrazia e del clero e l'origine divina del potere del sovrano.
Durante il "secolo dei lumi", il dibattito filosofico politico resta coerente con i principi di fondo della proposta lockiana, articolandosi però in modo diverso su tre aspetti: l'approccio epistemologico, la definizione di "eguale libertà" e la definizione dei poteri.
L'approccio epistemologico della tradizione moralista scozzese (l'evoluzionista Mandeville e l'utilitarista Ferguson) viene riassunta in senso empirista dal connazionale David Hume, che sostenne la deducibilità dei diritti individuali e dell'unilateralità dei rapporti politici attraverso una logica utilitaristico-evoluzionista, anziché giusnaturalista e contrattualista.
Successivamente, il tedesco Immanuel Kant espresse il suo credo liberale parlando di "libertà, uguaglianza e indipendenza" come dei principi che devono reggere uno Stato civile, e approfondisce nelle sue rinomate "critiche" l'aspetto epistemologico del pensiero illuminista in senso criticista.
Anche la definizione di uguale libertà degli individui è oggetto di successive rivisitazioni, da Locke a Kant, per confluire nel secolo successivo in quella di Spencer.
Infine, è rimarchevole il contributo di Montesquieu (1689-1755), che nella sua opera Lo Spirito delle Leggi riprende il secondo punto fondamentale della dottrina Lockiana, ovvero la separazione dei poteri, ma inglobando il potere "federativo" di Locke nell'esecutivo, e separando da quest'ultimo il potere giudiziario. La garanzia contro l'arbitrio del potere statale stava nella sorveglianza reciproca operata dai tre poteri, efficace solo se separati.
Bisogna osservare comunque come l'illuminismo francese si distinguesse alquanto da quello inglese e statunitense. Voltaire per esempio, pur avendo contribuito allo sviluppo filosofico e politico della quota giusnaturalista del liberalismo, non è interessato alla questione della rappresentanza politica e della divisione dei poteri: per lui l'ideale resta quello di un dispotismo illuminato retto da un re-filosofo saggio e tollerante.
Jean-Jacques Rousseau, da parte sua, teorizza una specie di dispotismo della democrazia diretta. La sua concezione della volontà generale alla quale i cittadini devono sottomettersi non sembra prevedere la tutela delle minoranze. Non a caso, molti considerano Rousseau estraneo a qualunque tradizione del pensiero illuminista classificandolo come autore preromantico.

### Diritti civili, Stato di diritto e costituzionalismo

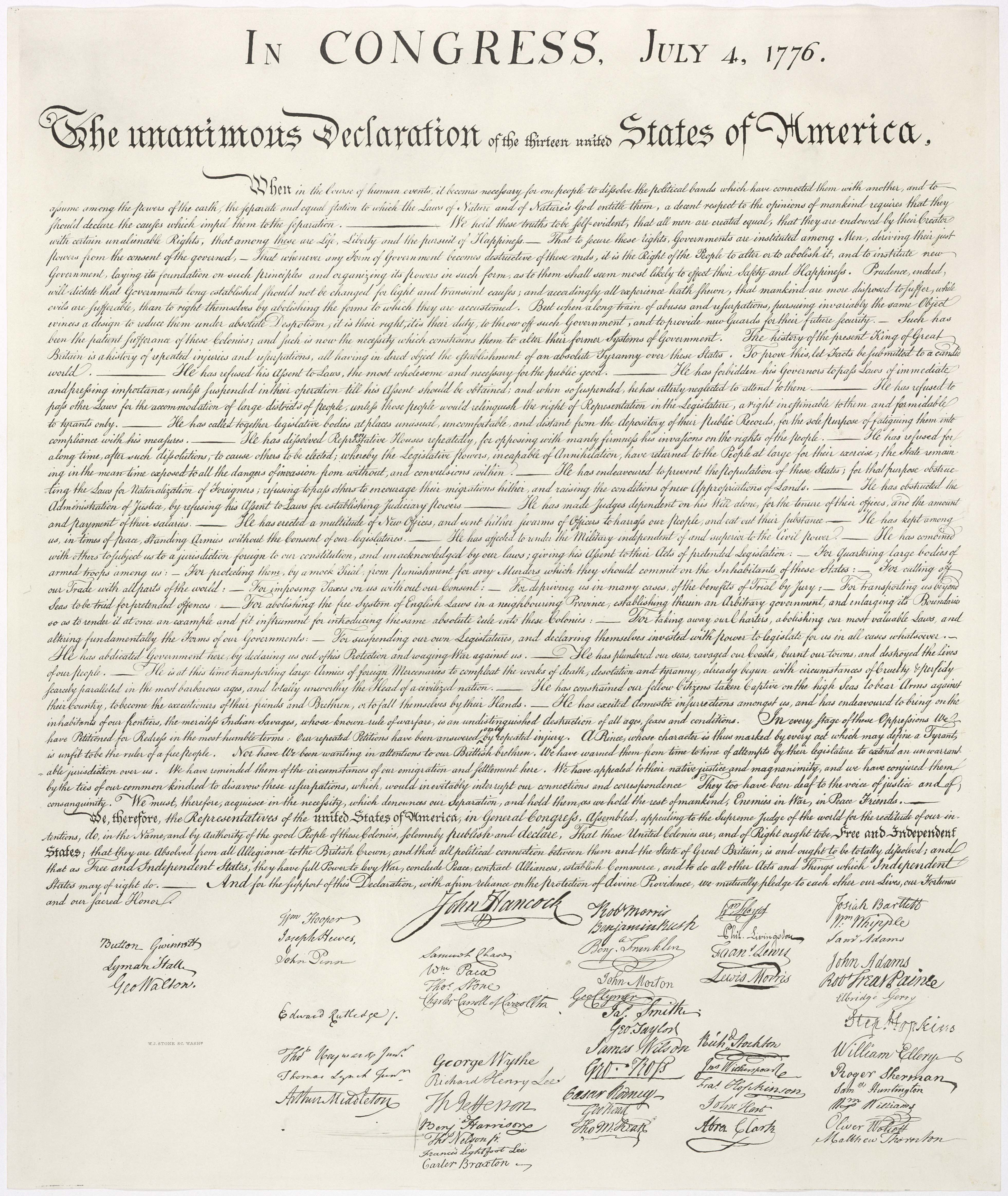
La Dichiarazione d'Indipendenza degli Stati Uniti d'America, madre dei diritti umani contemporanei

John Locke coniò, come abbiamo visto, l'espressione che riassume la concezione liberale classica (giusnaturalista) dei diritti individuali: "vita, libertà personale, proprietà privata, salute". Da tali diritti ne discenderebbero deduttivamente una quantità non finita. Tra questi, quelli che oggi vengono chiamati diritti civili: la libertà di parola, di religione, l'habeas corpus, il diritto a un equo processo e a non subire punizioni crudeli o degradanti. La libertà di un individuo incontra un limite nella libertà di un altro individuo ma non può essere ristretta in nome di valori morali o religiosi in ciò che riguarda la sfera privata dell'individuo. A questi diritti si aggiungono le garanzie a tutela della proprietà privata, riassunte nel detto inglese no taxation without representation (solo le assemblee legislative hanno il diritto di tassare i sudditi).
Un altro punto irrinunciabile del liberalismo è infatti lo Stato di diritto: la legge emanata dalle assemblee legislative è l'unica deputata a stabilire i limiti della libertà individuale.
Per John Locke, David Hume, Adam Smith e Immanuel Kant le caratteristiche che le leggi dovevano avere per potere essere rispettose della libertà erano:
- l'essere norme generali applicabili a tutti (isonomiche), in un numero indefinito di circostanze future;
- l'essere norme atte a circoscrivere la sfera protetta dell'azione individuale, assumendo con ciò il carattere di divieti piuttosto che di prescrizioni;
- l'essere norme inseparabili dall'istituto della proprietà individuale.

Si sviluppa la consuetudine di fissare in un documento solenne questi diritti, sull'esempio del Bill of Rights inglese: le Carte dei diritti dei nuovi Stati americani indipendenti e i primi emendamenti alla Costituzione degli Stati Uniti d'America sono gli antenati degli elenchi di diritti previsti dalle Costituzioni ottocentesche e da quelle attuali.

### Rivoluzioni liberali

La presa della Bastiglia segna l'inizio della Rivoluzione francese, prototipo delle rivoluzioni liberali in Europa

Fatta salva l'applicabilità dell'aggettivo "liberale" al liberalismo (discussa negli approfondimenti), la rivoluzione francese del 1789 e la maggioranza delle rivoluzioni della prima metà del XIX secolo sono dette rivoluzioni liberali. Queste avevano generalmente lo scopo di ridurre il potere monarchico a favore di quello del parlamento, nonché la concessione di una Costituzione che limitasse i poteri del monarca. Di solito furono guidate da una borghesia benestante (per questo sono anche dette rivoluzioni borghesi).
I pareri sull'associazione di tali avvenimenti al liberalismo non sono però concordi; pensatori come Karl Popper, Hannah Arendt, Marcello Pera, Lucio Colletti, hanno evidenziato come la rivoluzione francese (sia nel suo sostrato culturale prodotto dal pensiero di Voltaire e Rousseau, sia nelle sue elaborazioni successive in Marx e Engels) segni di fatto l'origine dei totalitarismi del Novecento.
Le colonie che daranno origine agli Stati Uniti d'America si trovavano invece in un differente contesto politico. Il potere contro il quale insorsero non era una monarchia nazionale ma la Corona inglese. Inoltre la popolazione bianca degli Stati Uniti non era stratificata socialmente come quella europea: non esisteva un'aristocrazia in contrapposizione a una classe borghese, né un clero organizzato (i coloni statunitensi erano protestanti), né una classe di veri e propri nullatenenti (proletariato: peasantry) a causa dell'abbondanza di terreni. Anche la guerra d'indipendenza americana può essere vista come una rivoluzione liberale, ma facendo per queste ragioni le dovute distinzioni: essa non porta all'instaurazione di una monarchia costituzionale ma di una Confederazione di Repubbliche.
Tra i documenti più celebri dell'epoca delle rivoluzioni liberali è necessario menzionare la Dichiarazione di Indipendenza Americana (che sostituisce il terzo diritto naturale Lockiano "proprietà privata" con la "ricerca della felicità" - salvo la discussione secolare sull'equiparabilità semantica delle due locuzioni) e la Dichiarazione dei diritti dell'uomo e del cittadino, (che separa in due tipologie i diritti individuali - salvo mancare di citare quello alla vita) emanata durante la Rivoluzione francese.

### Stato liberale e Stato democratico

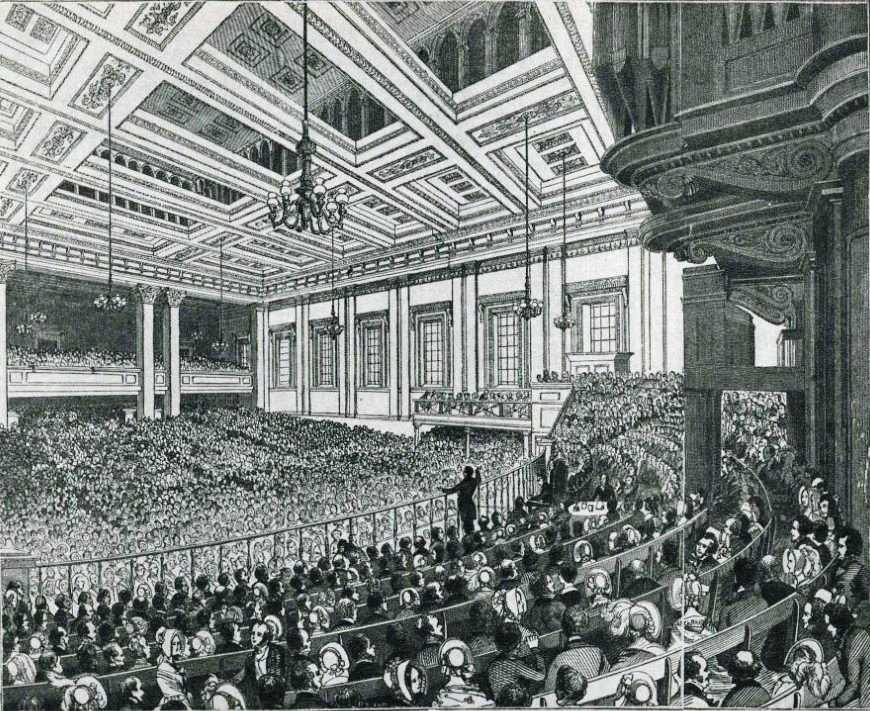
1846: raduno dell'Anti-Corn Law League nell'Exeter Hall

Lo Stato liberale classico che si instaura a seguito di queste rivoluzioni è lo Stato minimo, le cui funzioni sono limitate a compiti di difesa e ordine pubblico. Perlopiù il diritto di voto era ristretto a coloro che hanno un certo livello di reddito (suffragio censitario) e che sapevano leggere e scrivere. La costituzione dello Stato liberale è tipicamente breve e flessibile. (La Costituzione degli Stati Uniti d'America ancora una volta si differenzia, perché prevede un'elaborata procedura di revisione).
Lo Stato liberale si trasforma in alcuni paesi (Inghilterra) in Stato democratico attraverso un processo graduale. In altri paesi (Francia) la resistenza delle classi dominanti porta a scontri violenti (moti del '48, repressione della Comune di Parigi).
Gli Stati Uniti costituiscono un caso a parte: i problemi che devono affrontare sono diversi da quelli dei paesi europei (più che una lotta tra classi sociali perché gli USA diventino una vera democrazia si pone la questione, che sarà risolta solo molto tempo dopo, di includere nel sistema politico gruppi discriminati come gli afroamericani e gli indiani d'America).

### Critiche ottocentesche

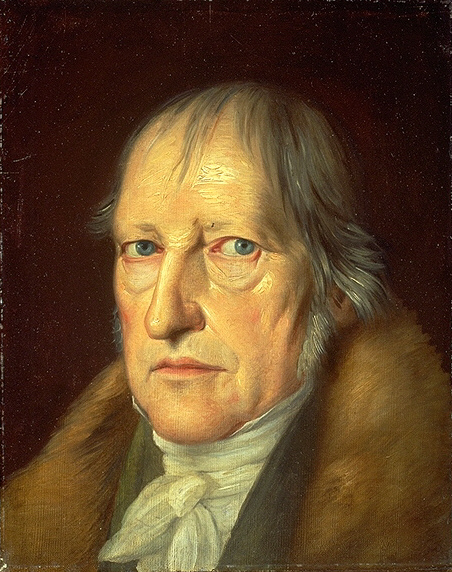
Hegel, ritratto da Schelesinger, 1831

A partire dalla seconda metà del XIX secolo si sviluppano altre teorie politiche che prenderanno il sopravvento nel secolo seguente. Il rigore epistemologico dell'illuminismo viene abbandonato, e viene appassionatamente sostenuta l'alienabilità dei diritti individuali in favore di generici diritti sociali. Il bene (non meglio identificato) della collettività (teorie collettiviste) o della nazione (nazionaliste) diventa l'obiettivo della politica. La necessità di sorvegliare l'autorità pubblica viene dimenticata completamente, perciò le nuove teorie sono tutte massimaliste.
Un primo gruppo di critiche proviene dal nascente movimento socialista. Filosofi come Karl Marx ritengono che i diritti dell'uomo sostenuti dai liberali non sarebbero universali ma esprimerebbero le esigenze di una determinata classe sociale (la borghesia) in un determinato momento storico (il passaggio dal feudalesimo al capitalismo). Perciò le classi dominanti non riconoscerebbero a tutti i diritti politici e sarebbero pronte anche a rifiutare la libertà di parola e di espressione a chi va contro i loro interessi. L'eguaglianza formale proclamata dai liberali non sarebbe sufficiente al permanere delle disuguaglianze economiche: "la libertà politica senza eguaglianza economica è un inganno, una frode, una bugia: e i lavoratori non vogliono bugie" nelle parole del celebre rivoluzionario, l'anarchico Michail Bakunin. Marx nutre scarsa fiducia nella possibilità di strappare alla borghesia il potere economico utilizzando le istituzioni che essa stessa ha creato (i parlamenti, le elezioni) e sostiene la necessità di un rivolgimento rivoluzionario, da cui emergerebbe un sistema economico che garantirebbe la piena emancipazione di tutti gli individui.
Il romanticismo, con la sua reazione contro l'illuminismo, critica l'universalismo liberale e mette al centro della politica l'idea di nazione. Gli uomini non sarebbero più "uguali" ma segnati dalle differenti identità culturali e dall'appartenenza al corpo nazionale. In alcune versioni la dottrina nazionalista non mette in crisi l'idea di un'uguaglianza di diritti fra gli esseri umani. Spesso però è presente l'idea della superiorità di un popolo sugli altri (per esempio nel nazionalismo tedesco) mentre le idee razziste, avanzate in Francia da Joseph Arthur de Gobineau, vengono usate come giustificazione per l'espansione imperialista europea.
La visione quasi sacrale dello Stato, inteso come espressione dell'eticità ("Stato etico") presente nella filosofia di Hegel, ripresa da numerosi filosofi storicisti, viene anch'essa spesso usata contro il liberalismo, per dare una nuova giustificazione alla subordinazione dell'individuo al potere politico. Questo nonostante Hegel fosse stato personalmente favorevole alla rivoluzione francese e ai suoi principi di libertà.

### Critiche novecentesche
La critica maggiore al giusnaturalismo è stata, nel corso del XX secolo, quella della supposta arbitrarietà (Kelsen, e poi Bobbio) nella definizione dei diritti naturali, che in Locke erano individuati, in ordine gerarchico, in vita, libertà personale, proprietà privata e salute.
In realtà, la trattazione di Locke è così rigorosa dal punto di vista epistemologico da essere considerata fondatrice dell'epoca illuminista, così definita perché caratterizzata dalla razionalità e dal rigore logico. In particolare, l'individuazione di un'etica istintiva nell'uomo come animale sociale consegue simultaneamente da quattro distinti tipi di trattazione: l'iniziale intuizionismo eidetico è immediatamente supportato empiricamente dall'osservazione sperimentale (un esempio è l'immediato utilizzo da parte dell'infante dell'aggettivo mio, ossia la proprietà privata), a cui si aggiunge la trattazione razionalista-utilitaristica (già in Locke, poi in Hume, ma soprattutto in Kant), ancora verificata empiricamente dall'analisi storico-giuridica (del Diritto Romano e delle parti prescrittive della Bibbia). Risulta comunque importante ricordare che per Locke la possibilità di possedere prigionieri di guerra come schiavi rientrasse fra i diritti naturali .

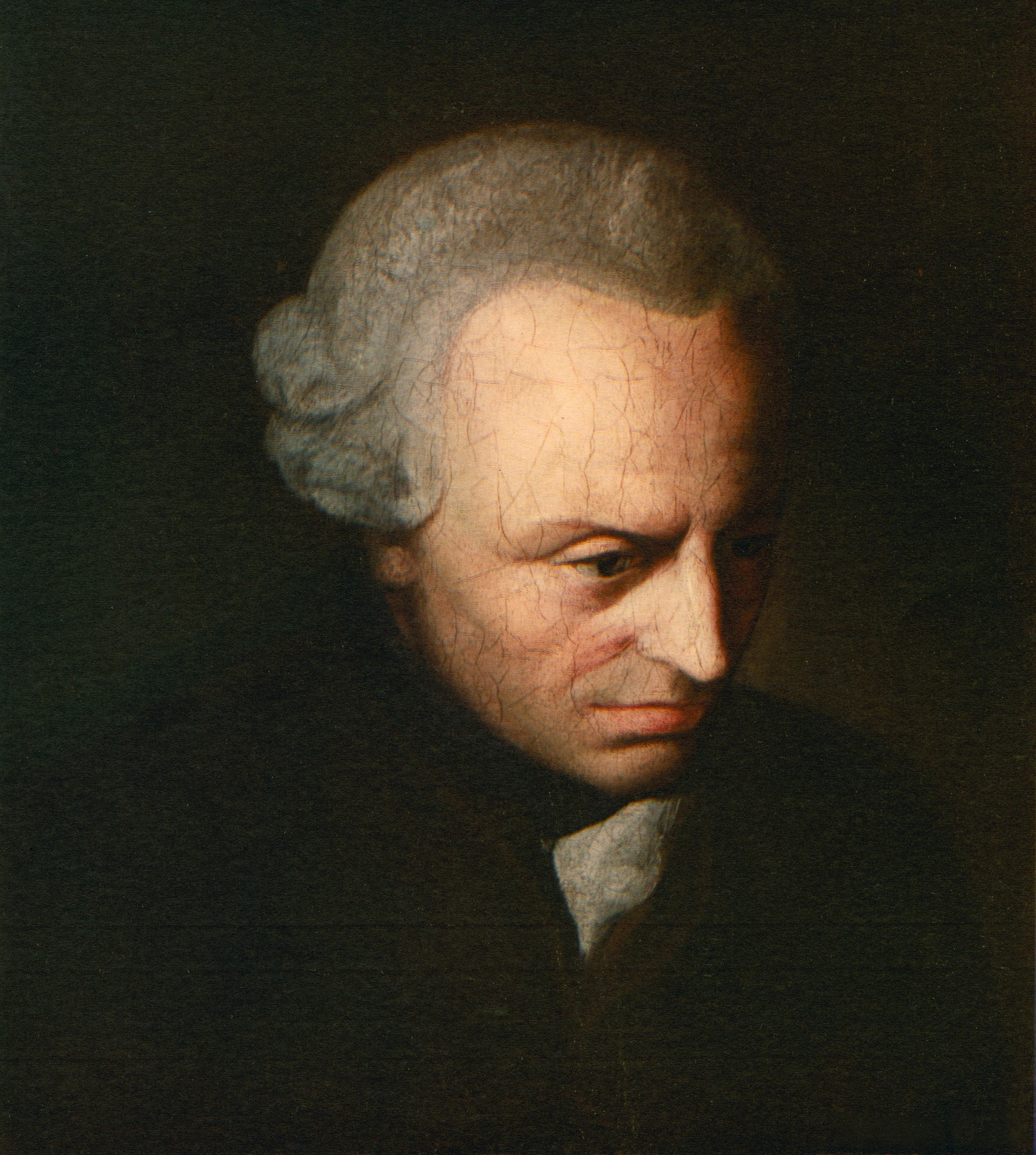
Immanuel Kant nella sua critica della ragion pratica ricondusse con logica criticista la filosofia giuridica all'etica

Il normativismo di Hans Kelsen fu a sua volta oggetto di critiche dai filosofi liberalisti Karl Popper, Bruno Leoni e Friedrich Hayek.
Continua poi a mantenere una certa ostilità verso il liberalismo, anche se in maniera via via più sfumata, la Chiesa cattolica. Anche quando accettano le regole del sistema liberale i primi partiti cattolici, che nascono all'inizio del XX secolo, si fanno portatori di una visione del mondo molto differente. Essi contrappongono all'individualismo liberale la visione di una società articolata in "corpi intermedi" e rapporti solidaristici. In materia economica, infatti, i suddetti partiti presentano programmi spesso socialmente avanzati, ripresi in parte da quelli socialisti e continuano a opporsi all'estensione delle libertà individuali, soprattutto nella sfera del diritto familiare.
Una nota obiezione sulle conseguenze della libertà economica fu proposta dal Premio Nobel per l'economia Amartya Sen, il quale nel 1970 tentò di dimostrare matematicamente l'impossibilità del rispetto contemporaneo della libertà economica e dell'efficienza paretiana (vedere Paradosso di Sen).

## Nelle varie discipline

### Liberalismo e Diritto
In ambito giuridico, alcune teorie sono state definite "liberali" perché intendono proteggere la libertà individuale contrapponendosi al positivismo giuridico normativista e abbracciando il diritto giurisprudenziale e il common law. Già Savigny, fondatore ottocentesco della Scuola storica del diritto, era giunto a conclusioni per certi aspetti simili a partire da presupposti storicisti. Nel Novecento, tra i filosofi che più insistettero su rapporto tra liberalismo e common law in opposizione alla supremazia della legge posta dalle autorità politiche sono da ricordare Friedrich Hayek e Bruno Leoni.

### Liberalismo e religione
Si può dire a ogni modo che ciò che contraddistingue il liberalismo politico in ogni epoca storica è la fede nell'esistenza di diritti fondamentali e inviolabili facenti capo all'individuo e l'eguaglianza dei cittadini davanti alla legge (eguaglianza formale). Il punto di vista dell'individuo e il godimento della libertà individuale è considerato il parametro valido per giudicare la bontà di un ordinamento politico/sociale. In quest'ottica i poteri dello Stato devono incontrare limiti ben precisi per non ledere i diritti e le libertà dei cittadini. Ne può derivare, di volta in volta, il rifiuto dell'assolutismo monarchico, del clericalismo, del totalitarismo e in generale di ogni dottrina che proclama il sacrificio dell'individuo in nome di fini esterni a esso.
Il risvolto del liberalismo in materia religiosa è la laicità e la separazione tra Stato e Chiesa:
(Camillo Benso conte di Cavour)
La dottrina liberale, di conseguenza, è da intendersi laica in quanto chiede allo Stato di non interferire nelle scelte specificamente morali, queste infatti sono attribuite al libero arbitrio del singolo individuo:
(Immanuel Kant)

### Liberalismo e Cristianesimo
Il Liberalismo condivide con il Cristianesimo l'approccio giusnaturalista. Non è un caso che il riferimento bibliografico più utilizzato nel trattato di Locke sia la Bibbia.

Ma i testi cristiani che più chiaramente ne esprimono le basi giusnaturalistiche sono proprio quelli dei suoi massimi teologi: Agostino d'Ippona nel periodo Patristico, Alberto Magno e Tommaso d'Aquino per quello scolastico. 

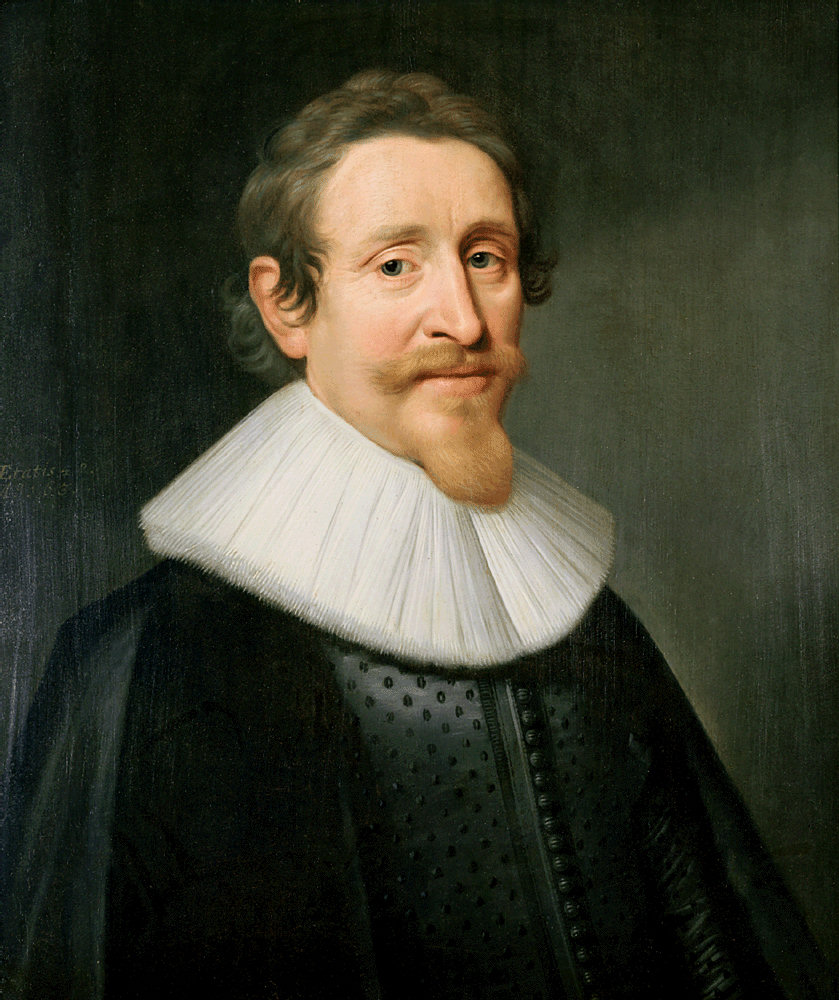
Ugo Grozio, dipinto da Van Mierevelt

Nel periodo successivo, quello della Controriforma, si distinse l'olandese Ugo Grozio.
Diversamente dall'opinione comune, tale somiglianza è massima proprio con il Cattolicesimo (da katà olos = universale), con cui è chiaramente condivisa la pretesa di universalità della tensione morale e dei principi etici.
Più controverso è invece il rapporto del cristianesimo con il secondo pilastro del liberalismo, ovvero l'approccio contrattualista, a cui è collegato lo scetticismo nei confronti della classe politica e la necessità di sorvegliarne e limitarne l'azione. Questa difficoltà dipende dalla controversia, proprio all'interno del cristianesimo, sull'interpretazione della relazione tra religione e politica. Dal "Dare a Cesare ciò che è di Cesare", che esprime chiaramente il disinteresse del pensiero Cristiano sulla politica, al suo contrario applicativo, ovvero il potere temporale del papato. In altre parole, il quesito sarebbe: il cristianesimo si astiene dalla speculazione sull'origine del potere politico e sulla sua gestione, o al contrario, come l'ebraismo e l'islamismo, ne sosterrebbe l'origine divina e il conseguente assolutismo politico? La risposta è multipla, a seconda della epoche storiche e delle diverse sette e correnti.

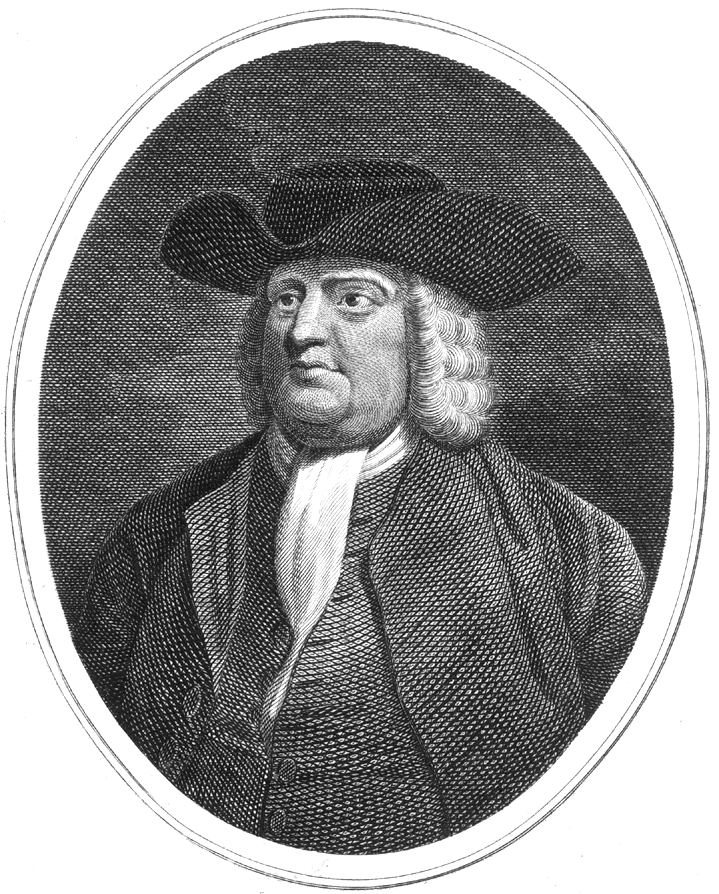
William Penn, leader dei pellegrini quaccheri che colonizzarono la Pennsylvania

Tra le diverse diramazioni del pensiero cristiano collegate a questa interpretazione, quella più simile al contrattualismo liberalista è probabilmente quella "quacchera". Non per nulla la città fondata dai quaccheri, Philadelphia, fu la culla ideologica della rivoluzione americana, quella in cui fu scritta la famosa Dichiarazione d'Indipendenza, in cui sia i principi giusnaturalisti che quelli contrattualisti del liberalismo illuminista furono chiaramente esposti.
È doveroso precisare che, per quanto concerne il Cattolicesimo, sarebbe sbagliato confonderne il pensiero teologico con le azioni dei Papi, i quali furono per lungo tempo dei re, dei generali e dei politici più che dei teologi. Esattamente come sarebbe sbagliato confondere i principi del Liberalismo con l'azione dei partiti liberali e dei loro leader. In tale ottica, tuttavia, sarebbe altrettanto sbagliato negare gli sforzi politici verso una liberalizzazione della produzione agricola degli Stati della Chiesa a partire dal regno di Pio VII (con il motu proprio Le più colte), ai fini di migliorare il benessere economico dello Stato, sulla base di quanto avveniva in altre nazioni europee.

### Liberalismo e informazione
Dal diritto alla libertà individuale si deduce la libertà di scelta, la quale conduce al diritto all'informazione. Il sopruso di questo diritto viene denominato in modo differente a seconda del contesto:
- truffa, nel caso delle transazioni commerciali. In questo caso il sopruso si materializza nel difetto o nell'errore dell'informazione;
- plagio, definito come "assoggettamento psicologico di una persona a un'altra, per via del diverso livello della personalità e di tecniche di convincimento". Esempi nell'insegnamento (), nell'induzione a elargizioni economiche a prestazioni sessuali. Nel caso scolastico si concretizza con l'insegnamento di opinioni come se fossero dati di fatto, o con giudizi di merito sia sulle prime che sui secondi. Nel secondo soprattutto con difetto e errore di informazione, Nel terzo possono essere associate minacce. Il reato di plagio (art. 603 c.p.) è stato abolito in Italia nel 1981. Al contrario, esiste in Costituzione un originale "diritto all'insegnamento" (art.36).
- propaganda, nel caso dell'informazione politica, o comunque degli atti amministrativi pubblici e dei loro esiti, da parte di enti pubblici ufficiali di informazione. Anche questo si materializza sia nel propinamento di opinioni come se fossero dati di fatto, o semplicemente nel difetto o errore di informazione (sia di dati che di opinioni).

### Liberalismo e democrazia
Il liberalismo, diversamente dalle Teorie dello Stato per diritto divino o per diritto di conquista, è una teoria contrattualista, secondo cui il cittadino delega il potere a uno scopo preciso e vincolato (la difesa dei diritti individuali). Perciò, i rapporti politici possono essere espressi esclusivamente per delega democratica. Non vi è altra modalità compatibile.
Tale contratto è però di tipo univoco, ovvero demandato dal popolo all'autorità, non biunivoco. Coerente con il liberalismo perciò sono solo forme di democrazia diretta, non rappresentativa.

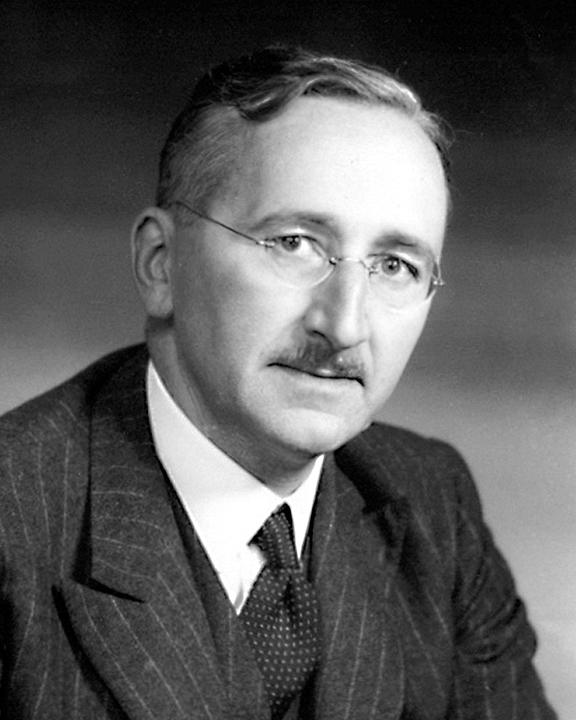
Friedrich von Hayek

D'altronde, il liberalismo è anche una teoria della limitazione del potere (alla difesa dei diritti individuali), perciò anche l'estensione del potere per via democratica ne è limitato. Per questa ragione il filosofo Hayek propose il termine "demarchia", in cui l'etimologia kratos (dominare, comandare) viene sostituita da arcos (gestire, amministrare), più corretto per un sistema di rapporti politici liberalista. Questo dettaglio ha suscitato dibattiti intellettuali sulla compatibilità tra liberalismo e democrazia.
Dal punto di vista della sorveglianza del potere (l'altra branca del pensiero liberalista) risulta però vitale alla gestione politica diretta il diritto all'informazione, ovvero la difesa da quelle particolari forme di truffa dell'individuo quali la demagogia, il plagio, la propaganda. Attuabili semplicemente con la distinzione, nei luoghi di informazione istituzionali, tra dato di fatto e opinione, garantita da sanzioni e da sistemi di sorveglianza indipendenti (separazione dei poteri).
Un'altra polemica sulla compatibilità tra liberalismo e democrazia sorge dall'estensione del diritto al voto. Il liberalismo, come teoria contrattualista, vede il cittadino come colui che paga l'autorità al fine di un servizio (la difesa dei diritti di tutti gli uomini e di quelli dei soli cittadini). Ne conseguirebbe che solo chi paga le relative imposte avrebbe diritto di voto. No taxation without representation valeva anche al contrario: representation solo di chi pagava le imposte. Non che tale privilegio fosse molto ricercato, ai tempi di John Locke. Carlo I tentò infatti di imporre un'imposta a chi rifiutava il cavalierato, ma il parlamento si oppose. In sintesi: la polemica sulla compatibilità tra liberalismo e democrazia dipende dalla concezione di quest'ultimo termine. In particolare, se si ritiene assuma più rilevanza l'estensione dell'elettorato o quella dei suoi poteri.
Ma anche un secolo dopo, negli USA, l'approccio dei padri fondatori era identico. Thomas Jefferson, nel 1816 scriveva: "Fate in modo che ogni uomo che serva nella milizia o paghi le imposte possa esercitare il suo giusto e guale diritto di voto".
Infine, a proposito di estensione della democrazia, notiamo che i moderni stati democratici limitano l'intervento dell'elettorato alla selezione di quei candidati scelti dai partiti a fare parte del potere legislativo. In taluni, ci si spinge anche al capo dell'esecutivo. In USA, si arriva anche al potere giudiziario. Chiariamo che per il liberalismo tutti i poteri andrebbero selezionati direttamente, e a termine, dai cittadini.

### Liberalismo e federalismo
Il federalismo è uno di quegli strumenti istituzionali tipici del liberalismo, basati sulla separazione dei poteri, atti a impedire l'arbitrio della classe politica.
Queste le tre caratteristiche della frammentazione territoriale del potere politico che permetterebbero sia di ottimizzare l'efficienza amministrativa che la sorveglianza da parte dei cittadini nei confronti dell'attività politica:
1) Distribuzione piramidale delle funzioni pubbliche: la maggior parte dell'attività amministrativa va affidata a quelle frazioni apicali della ramificazione del potere, materialmente più vicine al cittadino. Ovvero quelle del frazionamento territoriale più piccolo. In questo modo:
- verrebbe massimizzata la quota dei cittadini coinvolta direttamente dalla maggior parte delle decisioni;
- gli amministratori della cosa pubblica si immedesimerebbero maggiormente e si troverebbe più frequentemente a contatto diretto con essi.

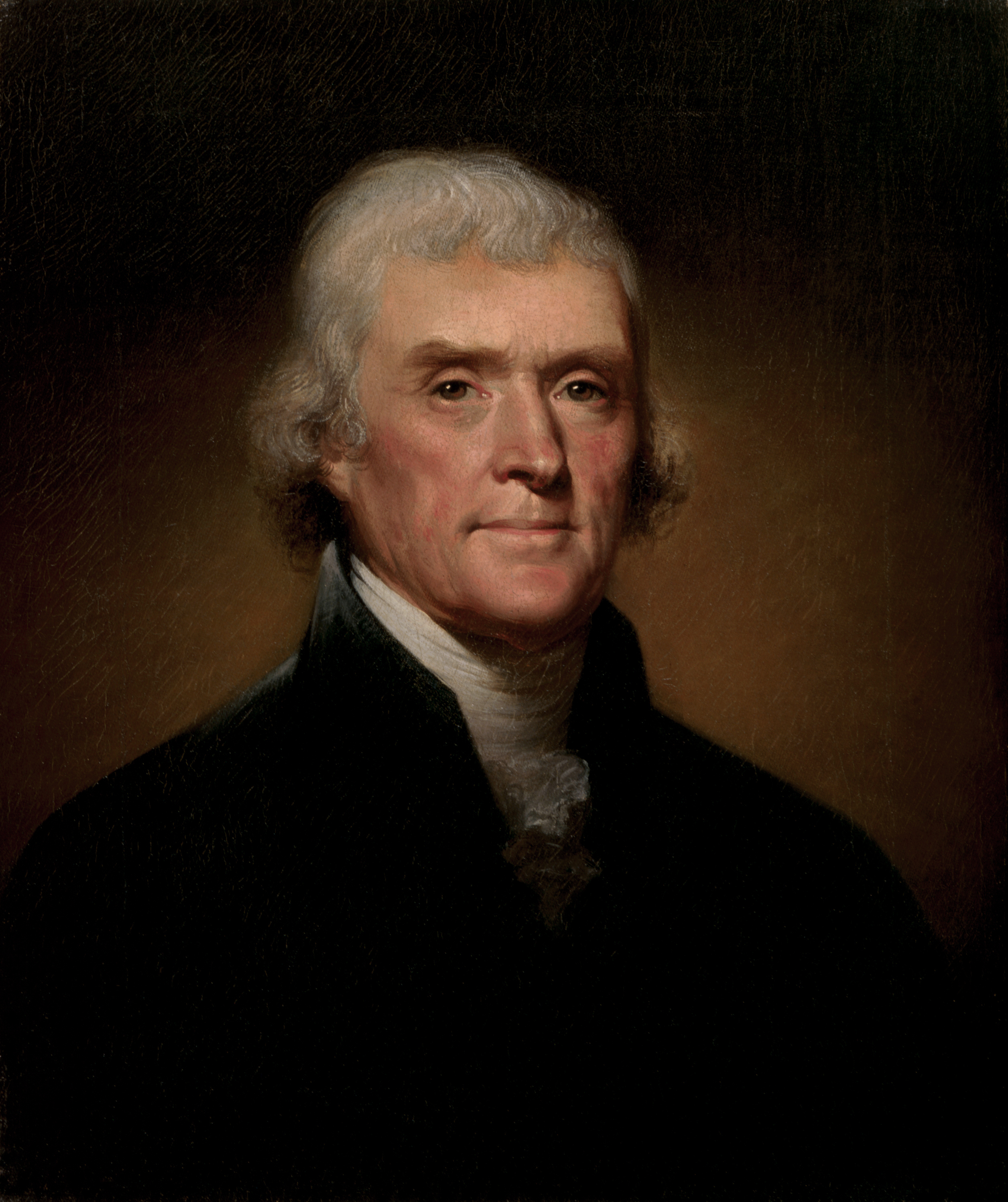
Thomas Jefferson (ritratto da Rembrandt Peale, 1800

I vantaggi di questa impostazione furono sostenuti con forza dall'illuminista americano Thomas Jefferson, le cui parole contribuirono a mantenere gli Stati Uniti una Confederazione: di Stati. Tra i suoi scritti sull'argomento:
1798: Le risoluzioni del Kentucky
2 febbraio 1816, lettera a Joseph C. Cabell
12 luglio 1816, lettera a Samuel Kercheval
2) Attraverso la libertà di movimento e scelta del cittadino, che decidendo di trasferirsi nella località amministrativa che più gli aggrada, attuerebbe la cosiddetta "democrazia con i piedi".
3) L'inevitabile confronto tra soluzioni istituzionali/amministrative differenti, ancorché adiacenti (federalismo concorrenziale), indurrebbe a copiare l'esempio migliore, e perciò all'ottimizzazione amministrativa e successivamente all'involontaria uniformità tra le autonome frazioni territoriali.

### Liberalismo ed economia

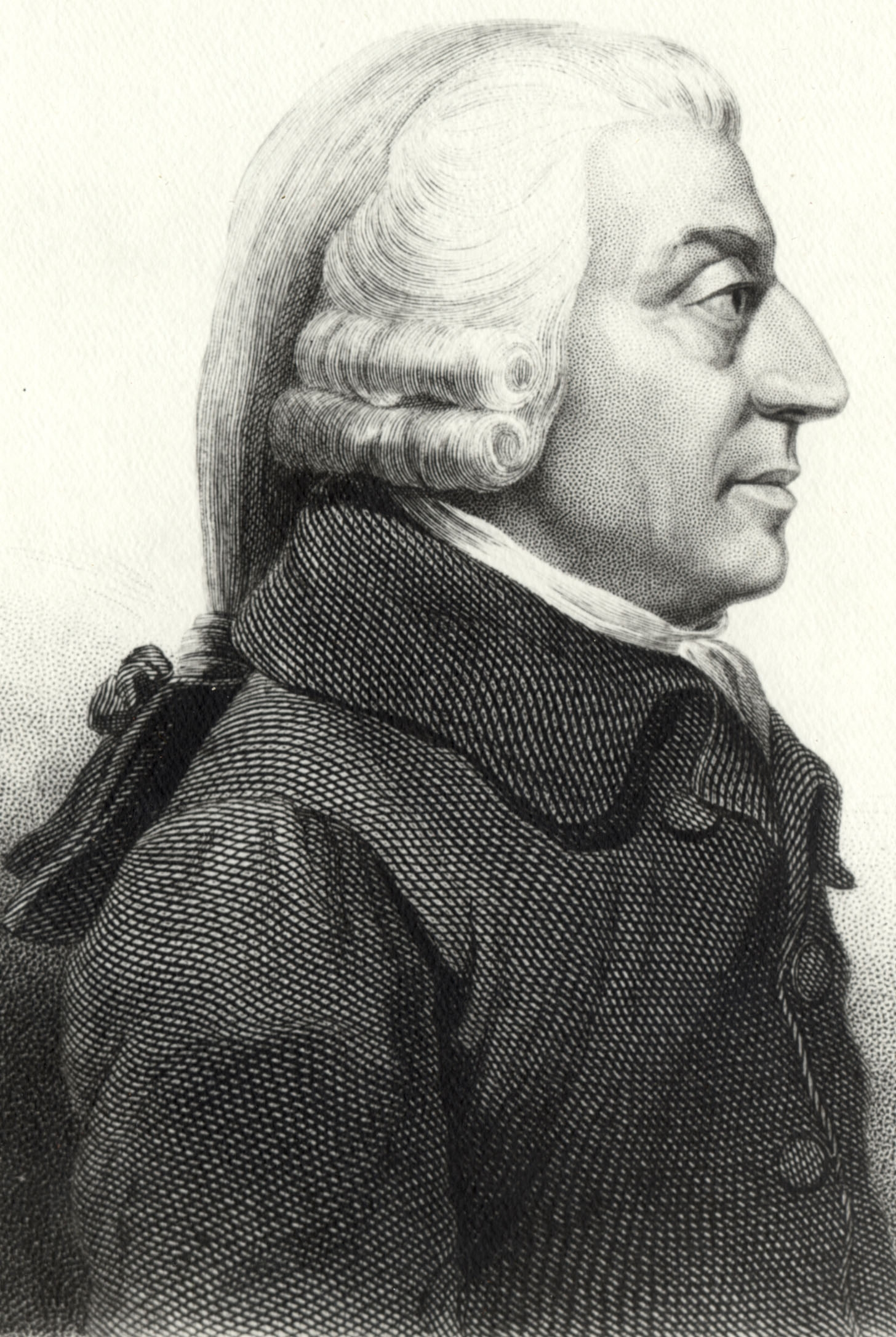
Adam Smith, filosofo scozzese e padre dell'economia politica, è il teorizzatore del liberalismo economico

Per Economia si intende qui l'Economia Politica, la cui definizione è esattamente il titolo del saggio più famoso del filosofo moralista Adam Smith, ovvero Indagine sulla natura e le cause della ricchezza delle nazioni. Per questo Smith è considerato il padre di tale branca di studio ().
Smith non si discostava dal pensiero politico generale di Locke, secondo cui la funzione dello Stato era da limitarsi a quella di difendere i diritti naturali dell'individuo. Smith si concentrò sulla libertà individuale, nella fattispecie di quella economica. In condizioni di libertà, l'insieme degli individui di una nazione si organizzerebbe naturalmente in un ordine spontaneo di separazione dei compiti che conseguirebbe risultati straordinari e illimitati. L'esempio più famoso utilizzato da Smith per provare tale asserto è il paradosso dello spillo, e la metafora più nota è quella della mano invisibile.
La risposta al quesito del titolo del suo saggio, quindi è questa: il segreto della ricchezza delle nazioni è la divisione del lavoro, che la libertà individuale riesce a organizzare in modo ottimale, anche se inintenzionale.
Si è spesso tentato di attribuire a Smith la teorizzazione di un'economia anarchica, del tutto priva di regole, sintetizzata dall'espressione francese "laissez faire". Sebbene Smith si esprimesse con forza a favore di un commercio privo di dazi, in opposizione al mercantilismo imperante, egli non utilizzò mai questo termine; anzi, pose in evidenza il pericolo dell'emergere di pratiche collusive tra commercianti in un mercato non regolamentato. Lo stesso impianto teorico della concorrenza perfetta, su cui si basa la costruzione dell'equilibrio competitivo, dei teoremi del benessere e la formalizzazione della mano invisibile di Smith, riguarda un mercato ideale ma non privo di regolamentazione; al contrario, la numerosità delle imprese, la libertà di ingresso nel mercato e la perfetta informazione di compratori e venditori assicura che le imprese non abbiano alcun potere di mercato, soprattutto nella determinazione dei prezzi (Cit. Matteo Pignatti).
Nel XVIII secolo, tra gli altri economisti italiani sulla stessa linea, il più importante fu Pietro Verri Altri economisti si sono succeduti nei secoli successivi a sostegno di tali tesi. I principali furono probabilmente:

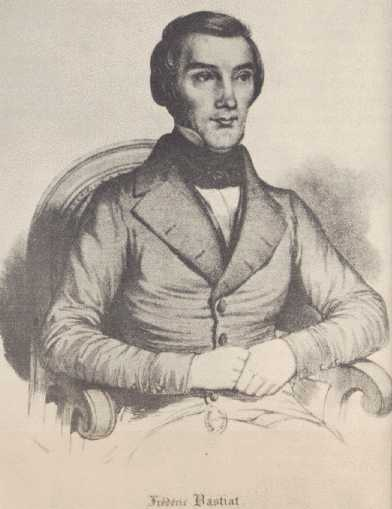
Frédéric Bastiat

- nel XIX: il francese Frédéric Bastiat, gli austriaci Carl Menger e Eugen Böhm von Bawerk, gli italiani Vilfredo Pareto e Maffeo Pantaleoni
.

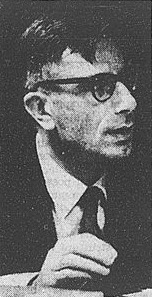
Sergio Ricossa

- nel XX: l'intera scuola Austriaca (oltre ai già citati: Joseph Schumpeter, Ludwig von Mises, Friedrich von Hayek), per gli USA l'intera scuola di Chicago (citando solo i premi nobel: Milton e Rose Friedman, George Stigler, Gary Becker, Lars Peter Hansen, James Buchanan) gli italiani Luigi Einaudi, Bruno Leoni, Sergio Ricossa, Antonio Martino.
Altri economisti sono stati invece associati termine liberale, in coerenza con i partiti o movimenti politici che appoggiavano ma in contraddizione con il pensiero liberale classico (o illuminista o liberalista). Tra questi, l'economista settecentesco Thomas Robert Malthus, l'ottocentesco inglese John Stuart Mill e l'economista del Novecento John Maynard Keynes.
È però in uso la fuorviante definizione di economista classico per indicare qualunque economista operante tra il XVIII secolo e la prima metà del XIX secolo.

### Liberalismo e moneta
La difesa della proprietà privata impone il gemellaggio tra liberalismo e monetarismo (dal motto "money matter"), ovvero quell'approccio alla gestione della moneta che punta al mantenimento del valore della stessa, mediante la ricerca dell'equilibrio tra quantità di moneta e PIL.

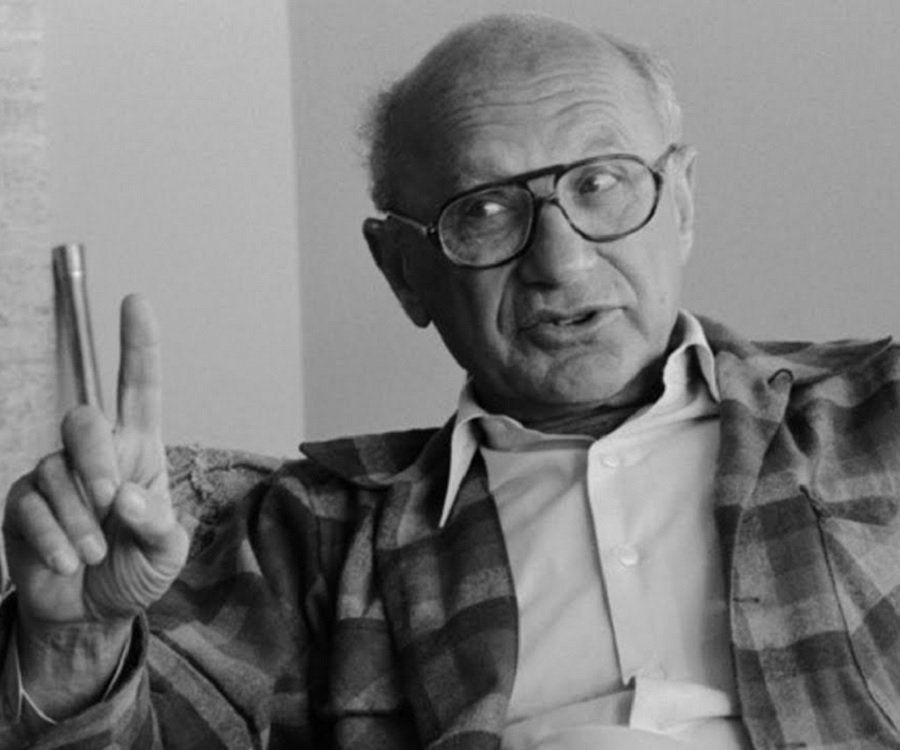
Milton Friedman

Per la precisione il monetarismo originale (Milton Friedman) riteneva insufficienti i mezzi per la misura delle variazioni reali dell'offerta di beni e di servizi, e suggeriva, in base ad analisi storiche, che nei mercati in cui fosse difesa la libertà di iniziativa la crescita si aggirasse mediamente sul 3% annuo. Da qui il noto suggerimento di un aumento equivalente di quantità di moneta (aggregato M1).
Indipendentemente dal metodo proposto per mantenere inalterato l'equilibrio tra domanda e offerta di moneta, il concetto è che il liberalismo è antitetico alle teorie che sostengono l'utilizzo delle cosiddette leve monetarie al fine di stimolo dell'economia (o, al contrario, a quello di rallentarne la crescita) in quanto incuranti dell'alterazione del valore della quota monetaria della proprietà privata (teorie keynesiane e neokeynesiane, secondo cui "money doesn't matter").
Ma altrettanto distanti dal liberalismo sono quelle teorie (libertarie) che ritengono "inutile" l'opera delle banche centrali al fine di mantenere costante il valore della moneta.

### Liberalismo e fisco
In virtù del diritto alla vita, il liberalismo si oppone a che le imposte sul reddito pregiudichino la sopravvivenza e la salute di tutti coloro che dipendono da quel reddito. Concetto che si tradurrebbe nella deducibilità dal reddito imponibile delle quote per le spese abitative e di sussistenza proporzionali al nucleo familiare (allargato anche a componenti di diversa residenza), nonché tutte quelle inerenti alla salute, le spese rese obbligatorie al cittadino quali quelle scolastiche, e le tasse inevitabili quali quelle locali legate alla residenza e alle utilities.
Contrariamente a quanto si crede, quindi, il liberalismo non pretende aliquote genericamente basse, ma è incompatibile con modalità di calcolo degli imponibili che pregiudichino i diritti fondamentali.
Dalla difesa della libertà individuale discende poi quella economica, che è antitetica a ostacoli di tipo fiscale, quali:
- dazi di importazione;
- imposte sul valore aggiunto o sugli acquisti.

Infine, dal diritto alla proprietà privata discende l'incompatibilità con le imposte sulla stessa o sulla sua acquisizione.
È però da notare come John Locke () teorizzasse l'esclusione dalla proprietà privata della proprietà fondiaria, giustificata solo dal permanere di un efficiente sfruttamento economico del fondo. In questa ottica, il liberalismo lockiano giustificherebbe imposte sui fondi agrari, al fine di garantirne lo sfruttamento economico. Un'ottica simile a quella delle partecipanze agrarie.
Un terzo mito da sfatare è l'antitesi tra liberalismo e tasse. Al contrario, i principi contrattualisti del liberalismo rendono coerente la preferenza delle tasse (cioè il corrispettivo per un servizio reso) rispetto alle più generiche imposte. L'equivoco nasce dal fatto che la traduzione in italiano dell'inglese tax sarebbe imposta, non tassa (in inglese: fee). E anche dal fatto che in Italia vengono emessi tributi denominati tassa ma che sono impropriamente gestiti e quantificati come se fossero imposte.

### Liberalismo e assistenza sociale
La solidarietà è un sentimento morale istintivo, naturale, quindi fa parte dell'approccio giusnaturalista tipico del liberalismo.
Non è un caso che all'affermarsi delle idee whig, nel Settecento inglese, nascevano anche le prime disposizioni giuridiche di assistenza sociale ().
Ciò che però il liberalismo rifiuta sono le modalità di aiuto estranee all'etica naturale e quelle che permettono all'autorità pubblica di eseguire attività economiche in proprio anziché fungere da sorvegliante. In altre parole, non elargizioni ma prestiti. Non "Stato Dottore", non "Stato Immobiliarista", bensì autorità pubblica che finanzia le necessità individuali collegate per chi ne necessitasse, mantenendo il suo ruolo di sorvegliante, sia nei confronti delle attività economiche che nei confronti dei beneficiari dei prestiti assistenziali.
Un esempio pratico è l'assistenza sociale svizzera, descritta qui.
Un maggiore approfondimento teorico sull'assistenza sociale secondo il liberalismo si trova invece qui.

### Liberalismo e globalizzazione

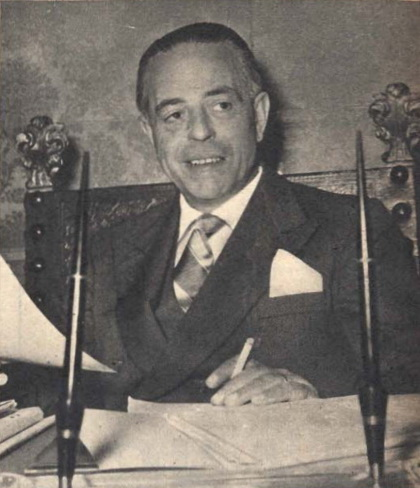
Gaetano Martino, Ministro degli Esteri e promotore della conferenza di Messina del 1955, attraverso la quale sei paesi europei enunciavano una serie di principi e di intenti volti alla creazione della Comunità europea dell'energia atomica (o Euratom) e di quello che diverrà, nel volgere di due anni, il Mercato Europeo Comune (MEC), istituito insieme alla CEE, poi CE e infine UE

La facilitazione degli scambi tra i diversi Stati nazionali (o globalizzazione economica) e la maggior libertà economica sono coerenti con il liberalismo. L'espressione laissez faire, associata spesso alle deduzioni del liberalismo in materia economica, è paradigmatica.
Per quanto concerne l'integrazione politica (o globalizzazione giuridica) possono risultare incompatibili quegli aspetti che favoriscono l'arbitrio della classe politica e ne ampliano il ventaglio di azione. In particolare pregiudicando i diritti individuali, quali quelli:
- alla vita (attraverso le imposte sul reddito, qualora non rispettino i minimi per la sopravvivenza di tutti coloro che dipendono da quel reddito);
- alla libertà (con il diritto positivo, con la burocrazia e con le politiche economiche di incentivazione che compromettono la libera concorrenza);
- alla proprietà (attraverso le imposte sulla proprietà e sugli acquisti, nonché con politiche monetarie anticicliche).
- a ogni diritto in generale, attraverso l'arbitrio politico ovvero il sopruso impunito dei potenti, qualora le istituzioni non siano organizzate a farvi fronte.

Secondo i liberali classici, infatti, i diritti alla vita, alla proprietà e alla libertà appartengono solo all'uomo. Non alla collettività.

## Citazioni
Altri filosofi e uomini politici hanno tuttavia continuato a sostenere che liberalismo e liberismo fossero inseparabili, in opposizione in particolare al socialismo: per esempio Luigi Einaudi, che ne Il Buongoverno (pubblicato nel 1954, pag. 118) scrisse:
(Mill, dal saggio Sulla libertà.)
(Isaiah Berlin)
(Dal saggio “Liberalismo” scritto nel 1973 da Friedrich von Hayek per l'Enciclopedia Treccani.)
(Benedetto Croce)
(Frédéric Bastiat, dal pamphlet Baccalaureato e il socialismo, 1850.)
- perché rappresenta essa stessa un importante settore della libertà. Se nelle attività economiche, le quali occupano grande parte della nostra vita quotidiana, ci dobbiamo adeguare non già alle leggi, ma agli ordini di funzionari autorizzati a comminare sanzioni, allora la somma complessiva della libertà in questa società ne risulterebbe diminuita;
- perché, venendo meno la libertà economica, la quale si sostanzia non solo nella libertà dei mercati, ma anche nella proprietà privata, la libertà spirituale e politica perde le sue basi. L'uomo che soggiace alla costrizione da parte dello Stato e della sua burocrazia nelle sue attività quotidiane e nelle condizioni della sua esistenza materiale, rimanendo alle dipendenze di un monopolista onnipotente cioè dello Stato, quell'uomo perde la sua libertà sotto tutti i punti di vista.»

(Wilhelm Röpke, 1947)
(Michael Novak, intervista del 2004)
(Antonio Martino)

### Libri
- (EN) Thomas Henry Huxley, Collected Essays: Method and results, New York, D. Appleton and Company, 1898.
- (EN) Russell Hardin, Liberalism, Constitutionalism, and Democracy, Oxford University Press, 2003  [1999], ISBN 978-0199261680.
- Norberto Bobbio, Liberalismo e democrazia, a cura di F. Manni, Simonelli, 2011  [1985], ISBN 9788876477133.
- (EN) Andrew Gould, Origins of liberal dominance, Ann Arbor, University of Michigan Press, 1999, ISBN 0-472-11015-2.
- (EN) Emil J. Kirchner, Liberal Parties in Western Europe, Cambridge University Press, 1988, ISBN 978-0-521-32394-9.
- Norberto Bobbio, Liberalismo, in A. Biraghi (a cura di), Dizionario di filosofia, Milano, 1957.
- Emidio De Felice, Le parole d'oggi: il lessico quotidiano, religioso, intellettuale, politico, economico, scientifico, dell'arte e dei media, 1ª ed., Milano, Mondatori, 1º gennaio 1984, LCCN 85244360, OCLC 13870476.
- John Stuart Mill, Saggio sulla libertà, 1859.
- Guido De Ruggiero, Storia del liberalismo europeo, 2ª ed., Roma-Bari, Laterza, 2003  [1925], ISBN 978-88-420-4764-3.
- Antonio Masala, Crisi e rinascita del liberalismo classico, ETS, Pisa 2012
- Mauro Cascio, Grandezze e miserie del pensiero liberale (Nota introduttiva di Licio Gelli), Bastogi, Foggia, 2006
- Raimondo Cubeddu, Il liberalismo della scuola austriaca. Menger, Mises, Hayek, Napoli-Milano, Morano, 1992.
- Raimondo Cubeddu, Atlante del liberalismo, Roma, Ideazione, 1997.
- Carlo Gambescia, Liberalismo triste. Un percorso: da Burke a Berlin, Edizioni Il Foglio, Piombino, 2012. ISBN 978-88-7606-400-5
- John Gray, Liberalismo, Milano, Garzanti, 1989 (1986).
- Friedrich von Hayek, La società libera, Formello (Roma), Seam, 1996 (1960).
- Friedrich von Hayek, La presunzione fatale. Gli errori del socialismo, Milano, Rusconi, 1997 (1988).
- Friedrich von Hayek, La via della schiavitù (The Road to Serfdom, aprile 1945, versione abbreviata pubblicata dal Reader's Digest), Soveria Mannelli, Rubbettino, 2011.
- Hans-Hermann Hoppe, Abbasso la democrazia. L'etica libertaria e la crisi dello Stato, Treviglio, Leonardo Facco, 2000.
- John Locke, Due trattati sul governo, Torino, Utet, 1948 (1690).
- Carlo Lottieri, Dove va il pensiero libertario?, a cura di Riccardo Paradisi, Roma, Settimo Sigillo, 2004.
- Alberto Mingardi – Guglielmo Piombini, Anarchici senza bombe. Il nuovo pensiero libertario, Roma, Stampa Alternativa, 2001.
- Paolo Zanotto, Il Movimento Libertario americano dagli anni sessanta ad oggi: radici storico-dottrinali e discriminanti ideologico-politiche, Siena, Università degli Studi di Siena - Di. Gips, 2001. https://web.archive.org/web/20050528165430/http://www.unisi.it/ricerca/dip/gips/document/monografie/mon_02.pdf
- Ludwig von Mises, Lo Stato onnipotente. La nascita dello Stato totale e della guerra totale, Milano, Rusconi, 1995 (1944).
- Fabio Massimo Nicosia, Il diritto di essere liberi. Per una teoria libertaria della secessione, della proprietà e dell'ordine giuridico, Treviglio, Leonardo Facco Editore, 1997.
- Robert Nozick, Anarchia, Stato e Utopia, Firenze, Le Monnier, 1981.
- Ernesto Paolozzi, Il liberalismo come metodo, Roma, 1995
- Amartya Sen, "The Impossibility of a Paretian Liberal", Journal of Political Economy, n. 78, 1970, pp 152–157.
- Amartya Sen, "The Impossibility of a Paretian Liberal: Reply", Journal of Political Economy, n. 79, 1971, pp 1406–1407.
- Lysander Spooner, La Costituzione senza autorità. No Treason No. 6, Genova, Il melangolo, 1997 (1867).
- Ernesto Paolozzi, Il liberalismo come metodo, Roma, Fondazione "Luigi Einaudi", 1995.
- Marco Iacona, Il liberalismo, Chieti, Solfanelli, 2012
- Friedrich von Hayek, La società libera, Soveria Mannelli, Rubbettino, 2011.
- Friedrich von Hayek, Liberalismo, Soveria Mannelli, Rubbettino, 2012.
- Dizionario del liberalismo italiano - Tomo I, Soveria Mannelli, Rubbettino, 2011.
- Corrado Ocone, Dario Antiseri, Liberali d'Italia, Soveria Mannelli, Rubbettino, 2011.
- Dario Antiseri, Principi liberali, Soveria Mannelli, Rubbettino, 2003.
- Gilles Dostaler, Il liberalismo di Hayek, Soveria Mannelli, Rubbettino, 2008.
- Dario Antiseri, Il liberalismo cattolico italiano, Soveria Mannelli, Rubbettino, 2010.
- Pierre Manent, Storia intellettuale del liberalismo, Soveria Mannelli, Rubbettino, 2010.
- Ludwig von Mises, Liberalismo, Soveria Mannelli, Rubbettino, 1997.
- Pascal Salin, Liberalismo, Soveria Mannelli, Rubbettino, 2002.
- Frederic Bastiat. Armonie economiche. Torino. Utet 1945.
- Corrado Ocone, Nadia Urbinati, La libertà e i suoi limiti: antologia del pensiero liberale da Filangieri a Bobbio, xvi, 270. Edizioni Laterza, 2006.
- Pierluigi Barrotta, Sebastiano Bavetta, Il liberalismo nell'età dei conflitti, Liberilibri, 2008.
- Gaetano Mosca Storia delle Dottrine Politiche, Laterza, 1962
- Emanuele Castrucci e Carlo Lottieri, Lezioni di Filosofia del Diritto, Editore Aracne (12 dicembre 2012)
- Boehm-Bawerk ("Potere o legge economica?", Rubbettino, 1999, p. 67)
- Silvestri Paolo, Il liberalismo di Luigi Einaudi o del Buongoverno, Rubbettino, Soveria Mannelli 2008
- Silvestri Paolo, “Rileggendo Einaudi e Croce: spunti per un liberalismo fondato su un'antropologia della libertà”, Annali della Fondazione Luigi Einaudi, XLI, 2007, pp. 201-240.
- Silvestri Paolo, “Liberalismo, legge, normatività. Per una rilettura epistemologica del dibattito Croce-Einaudi”, in R. Marchionatti, P. Soddu (Eds.), Luigi Einaudi nella cultura, nella società e nella politica del Novecento, Leo Olschki, Firenze 2010, pp. 211-239. DOI: [1]

### Pubblicazioni
- (EN) Alex Tuckness, Locke’s Political Philosophy, Stanford Encyclopedia of Philosophy Spring 2024 Edition, Stanford, California, Metaphysics Research Lab, Stanford University, 6 ottobre 2020  [9 novembre 2005], ISSN 1095-5054 (WC · ACNP). URL consultato l'8 maggio 2024.
- (EN) Mark Hulliung Hulliung, Patriarchalism and Its Early Enemies, in Political Theory, vol. 2, n. 4, SAGE Publications, 4 novembre 1974, DOI:10.1177/009059177400200404.